# Histoire du féminisme

Symbole signifiant « égalité des sexes », qui fusionne deux autres symboles : celui de la femme et celui de l'homme.

Vous lisez un « article de qualité » labellisé en 2016.
L'histoire du féminisme commence dans la seconde partie du XIXe siècle, lorsque le mot féminisme apparaît sous la plume d'Alexandre Dumas fils puis sous celle d'Hubertine Auclert. Cependant, dès la fin du Moyen Âge, des auteurs critiquaient la place accordée aux femmes dans la société. Le discours féministe, à partir de ce moment, met plusieurs siècles pour s'élaborer et s'afficher comme un mouvement revendiquant, dans un premier temps, l'égalité civique et civile des femmes et des hommes puis une libération des femmes du carcan patriarcal.
À partir donc de cette apparition structurée du féminisme, son histoire est le plus souvent divisée en trois périodes pendant lesquelles certaines revendications sont plus mises en avant. Ainsi, la première vague se réfère au XIXe et au début du XXe siècle quand les principales revendications se rapportent au droit de vote, aux conditions de travail et aux droits à l'éducation pour les femmes et les filles. La deuxième vague (1960-1980) dénonce l'inégalité des lois, mais aussi les inégalités culturelles et remet en question le rôle assigné aux femmes dans la société. La troisième vague (fin des années 1980-début des années 2000) est perçue à la fois comme une continuation de la deuxième vague et une réponse à l'échec de celle-ci.
Si ce découpage prédomine dans la critique occidentale — encore que nombre de féministes en France jugent que la troisième vague est propre au mouvement américain — il ne peut être plaqué sur l'histoire du féminisme des autres parties du monde. La littérature sur le sujet tend à délaisser les autres cultures et civilisations alors que des mouvements de défense de droits des femmes apparaissent dès le début du XXe siècle sur les autres continents, d'ailleurs souvent inspirés par les idées occidentales. En fonction de la période, des cultures ou du pays, les féministes, à travers le monde, ont défendu des causes et affiché des objectifs différents. La qualification de féministes pour ces mouvements est sujette à controverse. En effet, en Occident, la plupart des historiens du féminisme s'accordent pour dire que tous les mouvements et tous les travaux accomplis pour obtenir des droits pour les femmes doivent être considérés comme des mouvements féministes même si leurs membres ne se revendiquent pas comme tels, alors que certains historiens pensent que le terme ne doit s'appliquer qu'au mouvement féministe moderne et à ses continuateurs.

## Origine du terme

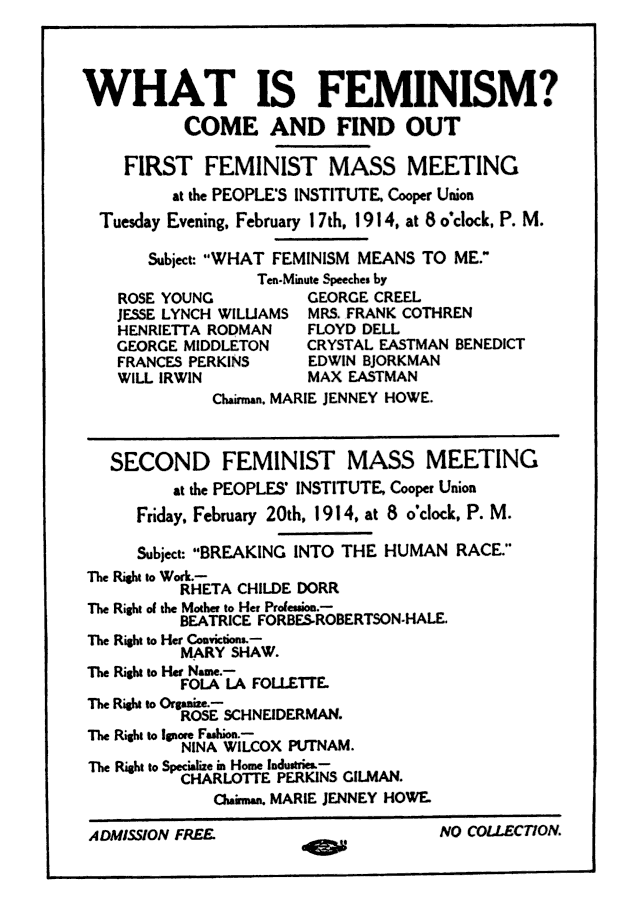
Tract américain de 1914.

Le terme « féminisme » est souvent attribué au philosophe français Charles Fourier (1772-1837). Cependant, s'il se montre bien par ses écrits un défenseur de la liberté des femmes et de l'égalitarisme, le terme n’apparaît pas sous sa plume. En revanche, à partir des années 1860, de rares écrivains utilisent ce mot pour désigner ce qui serait propre à la femme, comme c'est le cas, par exemple, de Jean-Baptiste Fonssagrives. Par la suite, des médecins s'en servent pour désigner les sujets masculins dont le développement de la virilité s'est arrêté. Toutefois, c'est en 1872 dans L'Homme-femme d'Alexandre Dumas fils que le sens actuel apparaît: « Les féministes, passez-moi ce néologisme, disent : Tout le mal vient de ce qu'on ne veut pas reconnaître que la femme est l'égale de l'homme, qu'il faut lui donner la même éducation et les mêmes droits qu'à l'homme ». Le sens actuel est donc présent, mais avec une valeur péjorative. C'est un peu plus tard, sous la plume d'Hubertine Auclert, en 1882, que le féminisme est défini dans un sens positif comme la lutte pour améliorer la condition féminine,. Le terme est popularisé par la presse à l'occasion d'un congrès « féministe » organisé à Paris en mai 1892 par Eugénie Potonié-Pierre. Il apparaît ensuite aux Pays-Bas dans une lettre ouverte de Mina Kruseman à Dumas fils, en Grande-Bretagne en 1894, puis aux États-Unis en 1904,. Dans un ouvrage en deux volumes intitulé Le Féminisme français (1902),, Charles Turgeon distingue trois sortes de féminisme, le féminisme révolutionnaire ou de gauche, le féminisme catholique et le féminisme indépendant, dans lequel il inclut le féminisme protestant. Dans les années 1910, aux États-Unis, le terme recouvre « deux idées dominantes », « l'émancipation de la femme tant comme être humain que comme être sexuel ».

## Proto-féminisme
« Les femmes n'ont pas tort du tout quand elles refusent les reigles de vie qui sont introduites au monde, d'autant que ce sont les hommes qui les ont faictes sans elles »

— Michel de Montaigne, Essais, III, 1
Avant l’existence des mouvements féministes, les penseurs et les militants qui ont cherché à faire avancer la cause des femmes ou ont réfléchi à la condition féminine, sont parfois appelés « proto-féministes ». Certains spécialistes critiquent l'usage de ce terme : il minimiserait l'importance des premières contributions ou impliquerait que le féminisme présente une histoire linéaire (notion de proto-féministe et post-féministe).

### Renaissance et humanisme

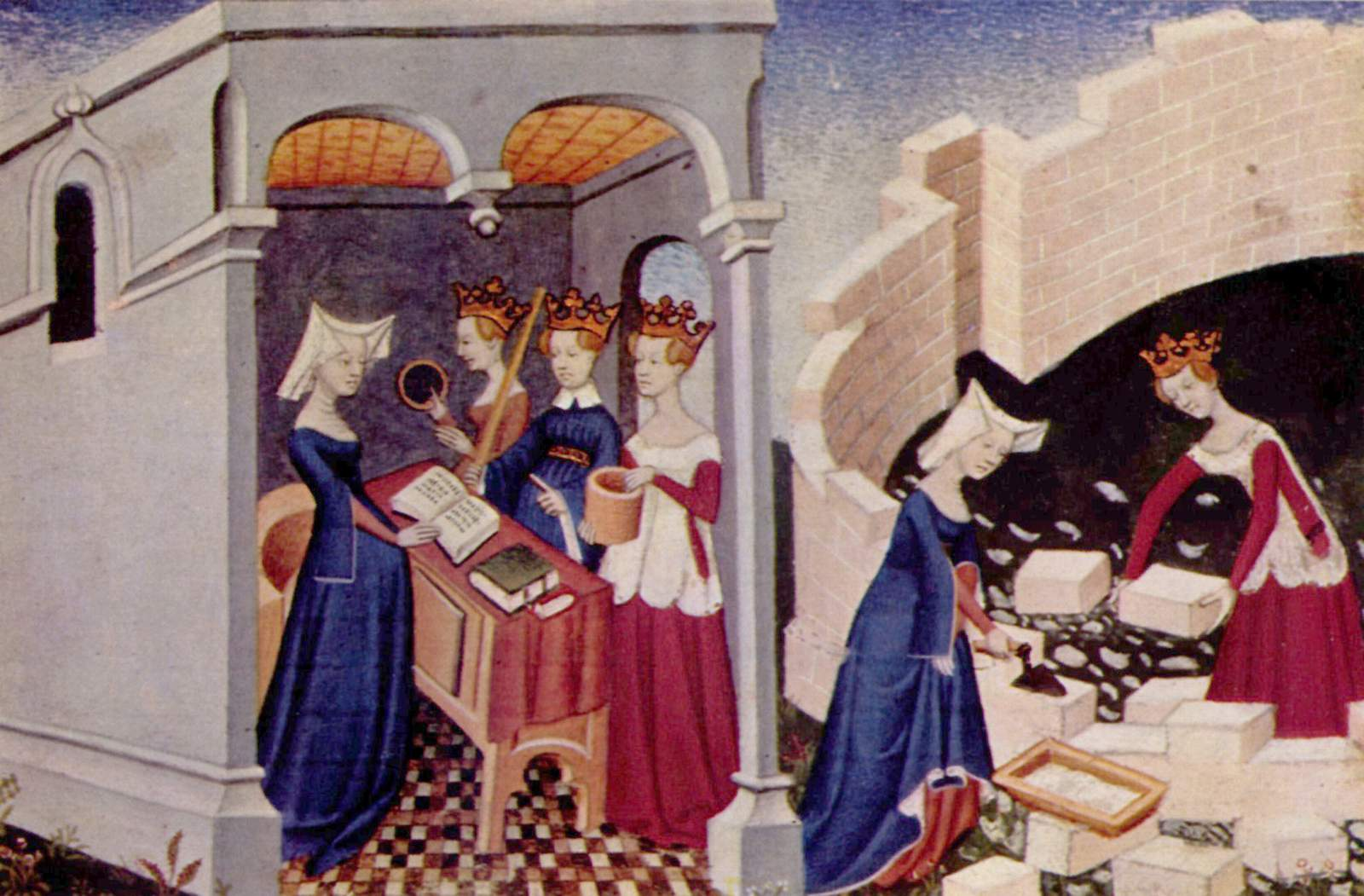
Raison, Droiture et Justice apparaissent à Christine de Pisan puis Christine et la Raison construisent La Cité des dames. Miniature du Maître de la Cité des dames, vers 1407-1409, BNF, Fr.607, f.2.

L'écrivaine française Christine de Pisan (1364-1430), auteure de La Cité des dames (1404-1405) et du Livre des trois vertus à l'enseignement des dames (1405), est décrite par Simone de Beauvoir comme la première femme à écrire sur la relation entre les sexes et à dénoncer la misogynie.
Plus tard, des écrivains du XVIe siècle, comme l'occultiste allemand Henri-Corneille Agrippa de Nettesheim et l'italienne Moderata Fonte, auteure du Mérite des femmes publié en 1600, et des écrivains du XVIIe siècle, comme Hannah Woolley ou Margaret Cavendish en Angleterre, Juana Inés de la Cruz au Mexique, Marie de Gournay et François Poullain de La Barre en France ou Anne Bradstreet en Amérique, sont considérés comme des proto-féministes. Ces auteurs demandent avant tout pour les femmes le même droit à l'éducation que pour les hommes, mais les progrès en ce domaine sont lents et limités puisque ce sont des rudiments de catéchisme et, au mieux, la lecture plutôt que l'écriture qui sont enseignés.

### Parti des femmes
L'Anglaise Mary Astell (1666-1731) fait aussi partie de ces femmes qui, dans le système social de la période moderne, s'élèvent contre la « domination masculine ». En s'opposant à John Locke, qui prône un système politique fondé sur les libertés individuelles, mais en exclut les femmes, Mary Astell montre que l'affirmation de l'infériorité de la femme n'est pas tenable philosophiquement.
Toutefois, dans la philosophie de Locke, la soumission de la femme à l'homme s'appuie sur les textes bibliques et, en particulier, la Première épître aux Corinthiens, qui est analysée dans Paraphrase and Notes on the first Epistle of St Paul to the Corinthians en 1706. Mary Astell, qui est théologienne, réfute cet argument en renvoyant le texte biblique à la morale chrétienne et non à la philosophie. La Bible est un guide pour l'individu, mais ne doit pas être invoquée pour résoudre des débats philosophiques : cette position radicale est à remettre dans le contexte de la Glorieuse Révolution britannique et d'une manière de penser issue de la réforme protestante. Sur le plan philosophique, Astell convoque ici l'éthique et une forme de matérialisme : deux manières de penser qui vont ouvrir le champ de la réflexion à la question du rôle politique, et donc sociétal, des femmes.

## XVIIIesiècle, le Siècle des lumières
Le « siècle des Lumières » marqué par l'essor de la philosophie, qui aboutit à la mise en question de l'ordre établi, se différencie peu des siècles passés en ce qui concerne la condition féminine. Malgré quelques écrits féministes, les femmes sont toujours vues comme naturellement inférieures. Rares sont celles qui sortent de ce rôle consacré pour se révolter et exiger une égalité totale avec les hommes.
Au quotidien et sur le plan politique, la femme est toujours considérée comme mineure et devant se soumettre à l'homme. Même si les philosophes mettent à mal les préjugés religieux, ils sont rares à imaginer une évolution possible de la situation sociale des femmes. Ceci est visible aussi bien dans l'article Femme de l'Encyclopédie que dans celui du Dictionnaire philosophique de Voltaire ou dans les textes de Jean-Jacques Rousseau. En effet, celui-ci dans l'Émile écrit « soutenir vaguement que les deux sexes sont égaux, et que leurs devoirs sont les mêmes, c’est se perdre en déclamations vaines ». Toutefois, certains philosophes de cette époque défendent les droits des femmes. Parmi eux, on peut citer Mary Wollstonecraft, considérée parfois comme la plus importante des écrivaines féministes du XVIIIe siècle, et le marquis de Condorcet.

### Mary Wollstonecraft et laDéfense des droits de la femme

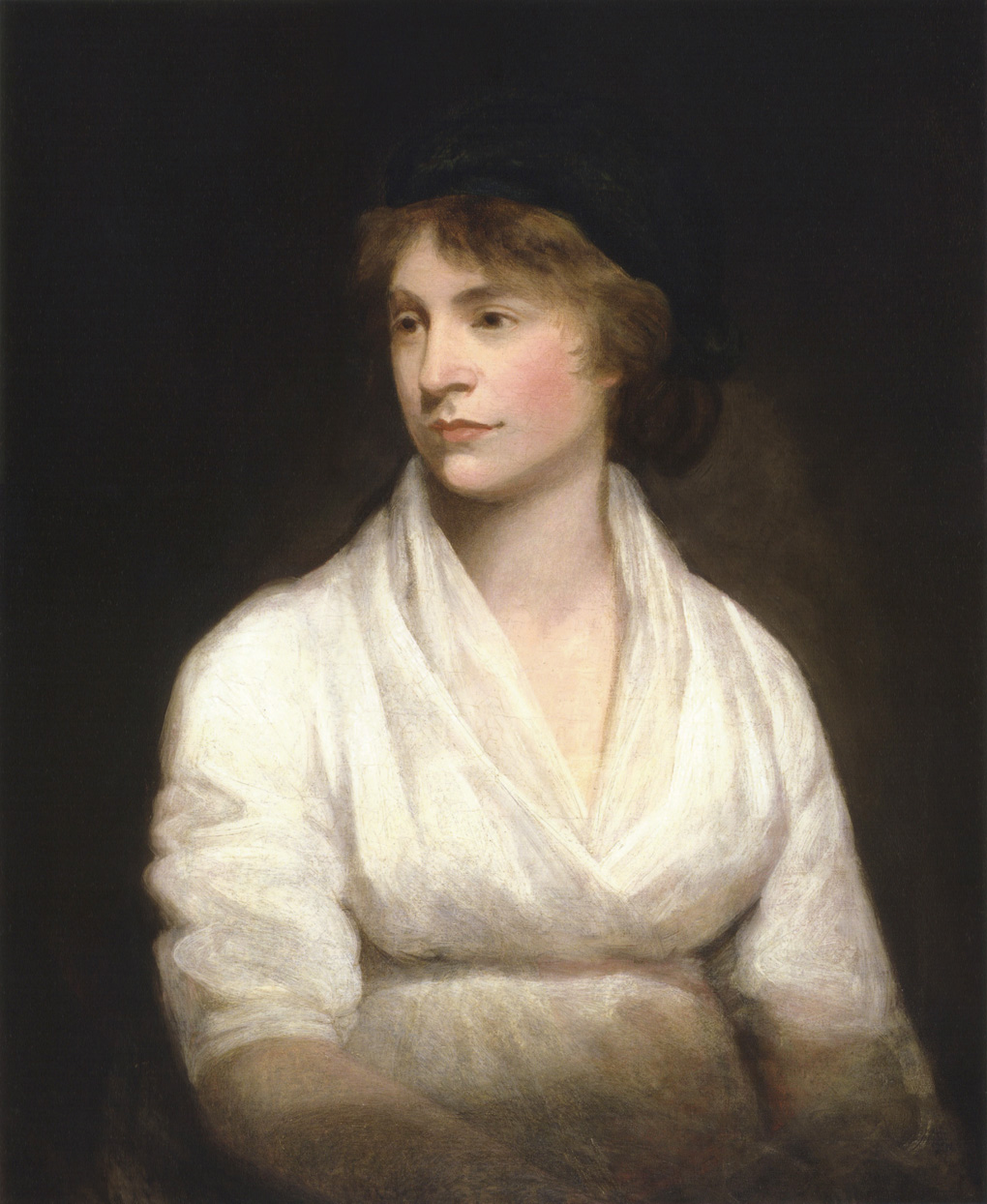
Portrait de Mary Wollstonecraft par John Opie (env. 1797).

Mary Wollstonecraft est parfois considérée comme la première philosophe féministe, bien que ce terme n'existe pas encore à l'époque. En effet, au XXe siècle, l'historiographie féministe en fait une des devancières du mouvement et la Défense des droits de la femme (1792) est présenté parfois comme l'un des premiers écrits féministes, bien que la métaphore de la femme comparée à la noblesse qu'elle utilise dans celui-ci (la femme dorlotée, fragile et exposée au danger par sa paresse intellectuelle et morale) puisse apparaître comme un argument dépassé. Malgré ses apparentes contradictions révélatrices des problèmes auxquels il est difficile de donner une réponse satisfaisante, ce livre est devenu par la suite la pierre angulaire de la pensée féministe. Le livre est un succès et la critique de l'époque est quasi unanime pour reconnaître son importance.
Comme les auteures précédentes, Mary Wollstonecraft insiste sur la nécessité d'éduquer les jeunes filles. Grâce à l'éducation, elles réaliseront mieux leurs potentiels et seront enfin des êtres humains à part entière. De plus, elle préconise un apprentissage qui permettrait aux femmes de subvenir seules à leurs besoins en exerçant un emploi. Enfin, elle réclame pour les femmes des droits civils et politiques et même des élues les représentant.

### Période révolutionnaire en France
La Révolution française est une période pendant laquelle les droits des femmes ont été l'objet de nombreux débats. Lors de la convocation des États généraux, les femmes nobles et les religieuses peuvent être représentées par l'ordre auxquelles elles appartiennent. Quant aux femmes du peuple, dès l'écriture des cahiers de doléances, elles réclament l'amélioration de leur condition et pour cela demandent en priorité le droit à l'éducation. L'une d'elles réclame ainsi : « Nous demandons à être éclairées, à posséder des emplois, non pour usurper l'autorité des hommes, mais pour en être plus estimées ».
Cependant, Isabelle Krier nuance ces revendications, en expliquant qu'une grande part de ces femmes souhaitent être simplement plus considérées, non pas d'avoir autant, voire plus de droits que les hommes.

#### Le marquis de Condorcet
Le marquis de Condorcet, mathématicien, politicien libéral et acteur important de la Révolution française, est également un défenseur de l'égalité entre femmes et hommes. Dès 1787, il affirme, dans Lettres d’un bourgeois de New Haven à un citoyen de Virginie, l'égalité des hommes et des femmes. Durant la période révolutionnaire, il se prononce pour le vote des femmes dans un article du Journal de la Société de 1789 : Sur l'admission des femmes au droit de cité publié le 3 juillet 1790.

#### Olympe de Gouges et laDéclaration des droits de la femme et de la citoyenne
En France, en 1791, Olympe de Gouges, considérée comme une des pionnières du féminisme dans son pays, rédige la Déclaration des droits de la femme et de la citoyenne, dans laquelle elle demande que l'on rende à la femme les droits naturels que les préjugés lui ont retirés. Elle argumente pour que la femme soit considérée comme une citoyenne à part entière, qu'elle soit associée aux débats politiques et de société et implore Marie-Antoinette, reine de France, de défendre le « sexe malheureux ». L'une des phrases les plus célèbres de l'ouvrage restera : « La Femme a le droit de monter sur l’échafaud ; elle doit avoir également celui de monter à la Tribune ». Ce souhait de posséder les mêmes droits politiques que les hommes n'est cependant pas représentatif des attentes des femmes et celles-ci acceptent l'inégalité des sexes. Olympe de Gouges ne s'intéresse pas seulement à l'égalité civile, elle demande aussi la création de maternités pour que les femmes accouchent dans de meilleures conditions, imagine un système de protection maternelle et infantile et prône la suppression du mariage religieux en faveur d'un contrat civil de partenariat. À travers ses écrits, elle soutient la Révolution française, mais également les Girondins, ce qui lui vaut d'être guillotinée en 1793.

#### Acquis révolutionnaires
Plusieurs textes législatifs amènent un changement dans la situation des femmes. Ainsi, dans la Constitution de 1791 (article 7 du livre I) le mariage devient un contrat civil supposant de fait l'égalité des contractants. L'égalité des héritiers (décret du 8 avril 1791) et le droit au divorce (lois de septembre 1792) sont aussi des victoires pour les droits des femmes. Toutefois, les dispositions promouvant l'égalité civile des femmes sont par la suite annulées par le Code Napoléon de 1804 et le divorce est de nouveau interdit en 1816, sous la Restauration. La politique impériale n'est qu'une continuation de celle menée à partir de 1793 par la Convention qui interdit le Club des Femmes, groupe féminin en première ligne lors des manifestations, et refuse d'accorder des droits politiques aux femmes au nom d'une nature « intrinsèquement inférieure ».

### Progrès notables
Malgré de nombreuses difficultés et les critiques virulentes contre les femmes qui osent sortir du rôle naturel qui doit être le leur ou quitter la place que leur a imposée Dieu, les femmes peu à peu commencent à faire entendre leurs voix. Plusieurs textes pré-féministes sont publiés comme ceux de Catharine Macaulay qui avancent que l'apparente faiblesse des femmes est causée par leur manque d'éducation. Dès lors, peu à peu, en Europe et aux États-Unis, l'éducation des femmes se développe, surtout dans les classes hautes et moyennes de la société. En Allemagne, Helene Lange et Bertha Pappenheim réclament une meilleure éducation pour les femmes et le développement de l'emploi ; aux États-Unis, les femmes sont à la pointe de la lutte contre l'esclavage et montrent ainsi qu'elles ne sont pas seulement capables d'écrire des romans ou des articles de journaux, mais qu'elles peuvent aussi participer à des combats politiques. Cependant, la domination masculine est telle qu'aucune ne peut prétendre sérieusement à l'égalité politique et civile.

## Précurseurs du féminisme auXIXesiècleen Europe
Sous l'influence du code Napoléon, de nombreux textes législatifs européens, au début du XIXe siècle, limitent les droits des femmes en Europe et inscrivent dans leur droit national ce qui était auparavant une réalité coutumière, à savoir la soumission naturelle de l'épouse à son mari. Cette politique réactionnaire, après les avancées obtenues lors de la Révolution, explique le repli des féministes. Par ailleurs, dans le monde anglo-saxon, la fin du siècle est marquée par l'époque victorienne (1873-1901) qui est une ère « domestique » personnifiée par la reine Victoria. La condition féminine dans cette société impose alors une vie centrée sur la famille, la maternité et la respectabilité. C'est l'idéal féminin qui caractérisait déjà les conduct books (littéralement « livres de conduite ») de Sarah Stickney Ellis (1799-1872) ou de Mrs Beeton (1836-1865). Les féministes du XIXe siècle doivent donc réagir non seulement face aux injustices dont elles sont les témoins, mais aussi contre cette image, de plus en plus suffocante, imposée par la société. Cependant, dès le début du XIXe siècle, quelques hommes et femmes prennent la parole en public, bien qu'il soit difficile de savoir quelle influence ils eurent sur les consciences. Dans ces tentatives de prises de parole, deux formes de féminisme vont émerger et s'opposer. La première est un courant égalitaire qui revendique une amélioration de la condition féminine au nom de l'identité humaine. La seconde, dualiste, constate l'opposition entre les hommes et les femmes, et demande le respect des particularités féminines.

### Courant égalitaire
Les tenants de ce courant insistent sur l'identité de l'homme et de la femme en tant qu'être humain. Il ressort de cette identité que les discriminations envers les femmes sont des violations des droits humains alors que l'égalité doit être la règle. L'égalité civique et politique est le combat principal pour ceux qui adoptent cette position. Parmi eux, se trouve John Stuart Mill qui, en 1869, publie son livre De l'assujettissement des femmes. Ce livre connaît un grand retentissement et est traduit en plusieurs langues, ce qui en fait la référence du courant égalitaire.

### Courant dualiste
A contrario du courant égalitaire, le courant dualiste, dont Ernest Legouvé, auteur de l'Histoire morale des femmes en 1849, est un représentant important, promeut une vision de la société dans laquelle chaque sexe a son rôle. La femme est alors vue essentiellement comme mère et c'est cette importance de la fonction maternelle qui amène des revendications pour qu'elle soit mieux considérée et qu'elle reçoive une meilleure éducation.

### Défense de la condition féminine dans la littérature

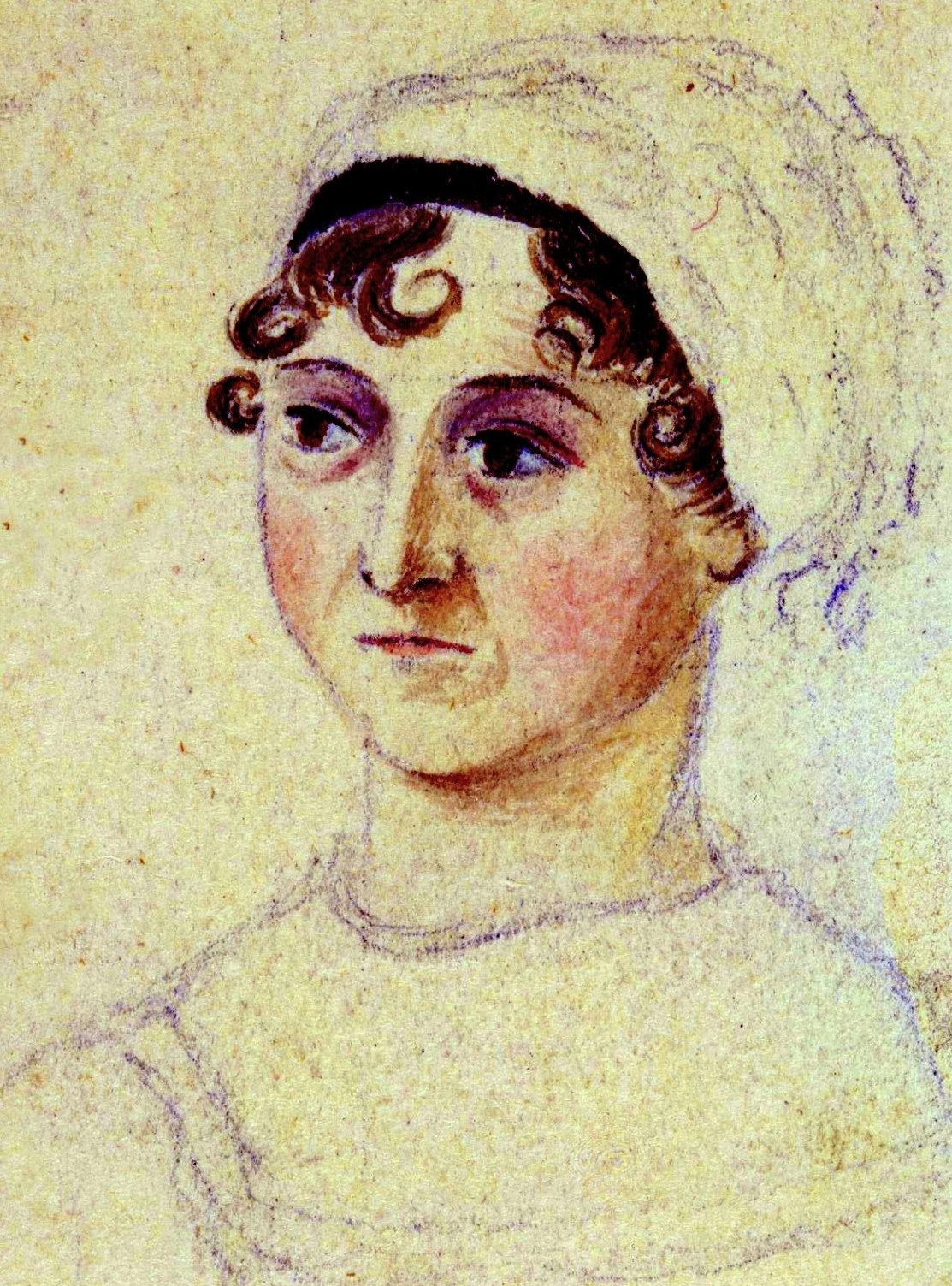
Portrait de Jane Austen (détail) par Cassandra Austen (vers 1810). Gouache et crayon. National Portrait Gallery.

L'une des formes que prend la défense des femmes est la représentation de sa situation au moyen de romans, et plus particulièrement dans le roman anglais. Sans remonter jusqu'à Aphra Behn, perçue comme la première auteure professionnelle, on remarque qu'avec Jane Austen la fiction met en scène la vie étriquée de la femme au début du XIXe siècle, que Charlotte Brontë, Anne Brontë, Elizabeth Gaskell et George Eliot décrivent ses souffrances et frustrations avec acuité. Dans son roman autobiographique, Ruth Hall (1854), la journaliste américaine Fanny Fern décrit son combat pour éduquer ses enfants et exercer son métier après le décès prématuré de son époux. Louisa May Alcott publie en 1866 un roman résolument féministe, A Long Fatal Love Chase (publié en français sous le titre Pour le meilleur et pour le pire, et pour l'éternité), qui narre les tentatives d'une jeune femme pour échapper à son mari polygame et devenir indépendante.
Certains hommes de lettres témoignent aussi des injustices faites aux femmes. Les romans de George Meredith, George Gissing et Thomas Hardy, et les pièces d'Henrik Ibsen décrivent la situation des femmes à cette époque,. Diana of the Crossways (1885) de Meredith, par exemple, s'inspire de la vie de Caroline Norton, dont le divorce avec un mari violent et ivrogne illustre la dépendance juridique de la femme dans l'Angleterre de l'époque.

### Saint-simonisme et owenisme
En 1825, William Thompson publie Appeal of One Half of the Human Race, Women, Against the Pretensions of the Other, Men, en créditant Anna Wheeler comme coauteur. Lors de son séjour en France, celle-ci découvre les idées socialistes de Saint-Simon. Dans ces années 1820-1840, le féminisme s'intègre aux revendications des socialistes utopiques, tels que les saint-simoniens. En effet, ceux-ci, dans leurs critiques de la société bourgeoise, font une place particulière à la soumission de la femme dans le cadre du mariage, qui devient alors l'objet de critiques importantes. L'égalité demandée va cependant de pair avec un discours valorisant la femme présentée comme supérieure moralement par nature. Anna Wheeler milite pour le suffrage des femmes. À côté de William Thompson se trouve Richard Owen qui organise de nombreuses conférences et que suivent des féministes comme l'Écossaise Frances Wright, qui défend particulièrement le contrôle des naissances et l'éducation pour les femmes. Ce cercle oweniste se développe et des groupes socialistes sont fondés. D'autres, comme les femmes chartistes, organisent des réunions alors qu'en théorie au Royaume-Uni les femmes n'ont pas le droit d'expression. Les saint-simoniennes, pour se faire entendre, choisissent la voix de la presse. En juillet 1832 paraît La Femme libre qui est suivie de La Tribune des femmes. Dans ce premier journal féministe, seules des femmes, ne signant que de leur prénom, écrivent des articles qui ne se limitent pas à des questions d'égalité des sexes.

### Marion Reid et Caroline Norton
Par la suite au cours du XIXe siècle, les voix contestataires commencent à s'unir face à l'émergence de modèles sociaux rigides et de codes de conduite que les féministes, dont Marion Kirkland Reid (en), considèrent comme oppressants et répressifs pour les femmes. L'importance accrue donnée à la vertu féminine et les tensions causées par le rôle qu'on leur impose émeuvent les premiers féministes. En Écosse, Reid publie son influent A plea for woman (Plaidoyer pour la femme) en 1843 qui propose un calendrier pour la mise en place des droits des femmes, y compris celui du droit de vote, des deux côtés de l'Atlantique.
Après son divorce houleux d'avec un mari violent, qui met en exergue l'absence de personnalité juridique pour la femme mariée dans la société georgienne, Caroline Norton milite pour le changement de la loi britannique. Son lobbying, et l'appel à la reine Victoria, permettra le vote de l'Infant Custody Bill en 1839 qui autorise les femmes divorcées à demander la garde de leurs enfants.

### Florence Nightingale et Frances Power Cobbe

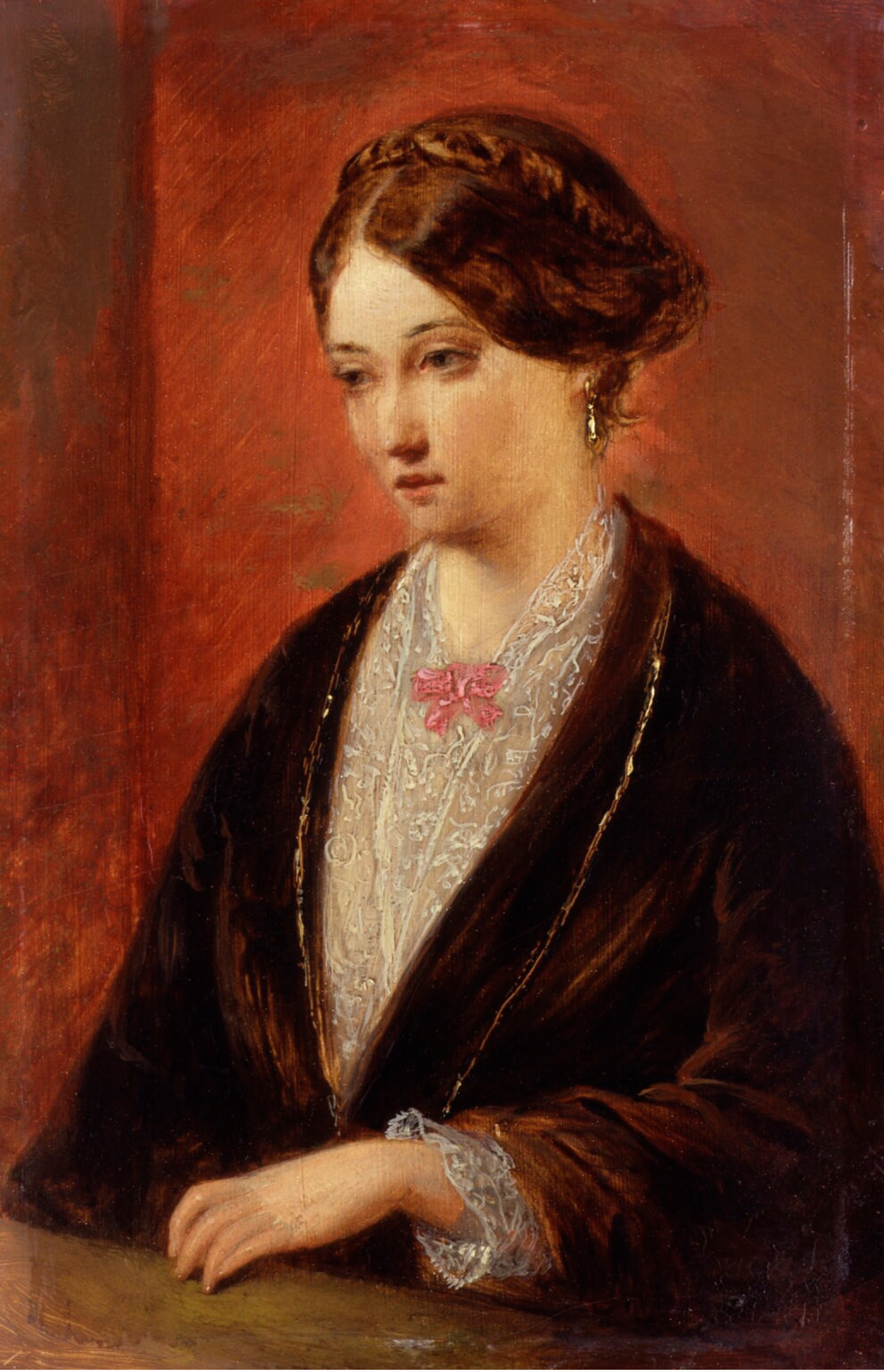
Florence Nightingale par Augustus Egg.

Beaucoup de femmes se méfient des mouvements féministes de l'époque. Elles préfèrent se lever seules contre tous, comme Florence Nightingale qui dans une lettre de 1861 écrit : « Cela me rend folle. Les mouvements pour les droits des femmes parlent de la « volonté d'avoir un domaine » qui serait propre à la femme - quand je donnerai volontiers 500 £ par an pour une femme secrétaire, et (…)[que] je ne peux en trouver une seule… », convaincue que les femmes ont le même potentiel que les hommes sans en avoir les opportunités. Dans l'essai Cassandra, extrait de Suggestions for Thought to Searchers after Religious Truth (Suggestions de Réflexions adressées aux Personnes en quête de Vérité Religieuse), qui sera publié bien après son décès, elle proteste contre le rôle imposé aux femmes par la société qui les rend incapables de se prendre en charge seules.
Comme leurs idéologies sous-jacentes sont différentes, les féministes ne sont pas solidaires et leurs efforts se dispersent. Harriet Martineau trouve Mary Wollstonecraft dangereuse et Caroline Norton naïve. Martineau prône l'utilisation des méthodes américaines appliquées dans les campagnes abolitionnistes.
Comme Harriet Martineau et Frances Cobbe en Grande-Bretagne, certaines femmes occupent des postes de journalistes, ce qui améliore la visibilité de la cause des femmes. Frances Cobbe milite pour la réforme de l'éducation pour les filles, pour les droits matrimoniaux, les droits à la propriété et contre la violence domestique. Elle est membre du conseil exécutif londonien  de la National Society for Women's Suffrage.

### «Ladies of Langham Place»
Dans les années 1850, à Londres, Barbara Bodichon et ses amies se rencontrent régulièrement à Langham Place pour discuter des droits des femmes et des réformes nécessaires. Avec, entre autres, Bessie Rayner Parkes, Anna Jameson et Matilda Hays, elles sont les « Ladies of Langham Place », l'une des premières organisations féministes de Grande-Bretagne. Ce groupe accueille de nouveaux membres par la suite dont Helen Blackburn, Jessie Boucherett et Emily Faithfull.
Ces femmes se battent pour l'éducation des jeunes filles, le droit au travail ou le droit à la propriété des femmes mariées. En 1854, Barbara Bodichon publie sous pseudonyme Brief Summary of the Laws of England concerning Women sur les droits des femmes en Angleterre. Avec Bessie Rayner Parkes et Matilda Hays, elle fonde, en 1858, le English Woman's Journal, véritable tribune pour traiter du travail des femmes et notamment des emplois manuels et intellectuels dans l'industrie, de l'égalité des droits, des réformes, de l'éducation des jeunes filles et des femmes… Elles collectent des milliers de signatures dans le cadre de pétitions adressées au Parlement, afin de susciter des réformes législatives. Certaines seront fructueuses, comme le vote du Matrimonial Causes Act autorisant une procédure de divorce facilitée et protégeant le patrimoine de la femme.
En 1859, le groupe crée la Société pour la Promotion de l'Emploi des Femmes dont l'objectif est l'amélioration de la formation et de l'emploi des femmes.

### Autres pays européens
Le XIXe siècle est, en Europe, une période d'importantes transformations avec l'éveil de mouvements nationalistes et de luttes pour l'instauration de la démocratie. Le féminisme se développe alors dans cette aspiration au changement. Ainsi, en Allemagne, à partir des années 1840, des mouvements chrétiens, comme celui de la secte chrétienne des Catholiques allemands (Deutschkatholizismus), s'emparent de la question de la place de la femme pour la critiquer. Louise Dittmar, proche de ce mouvement, écrit de nombreux livres féministes. Quelques années plus tard, en 1847, Louise Otto-Peters écrit ses Lieder eines deutschen Mäadchens et, l'année d'après, elle dirige le journal féministe Frauen-Zeitung.
La Suisse avait déjà, depuis 1845, un journal semblable édité par Josephine Zehnder-Stadlin. En Pologne, Narcyza Żmichowska crée le cercle féminin des Enthousiastes qui cherche à promouvoir l'égalité et la liberté. En Italie, pendant la période du Risorgimento, plusieurs femmes, comme Clara Maffei ou Cristina Trivulzio Belgiojoso, tiennent des salons qui sont les lieux de diffusion des idées réformatrices parmi lesquelles se retrouvent celle de l'amélioration du statut de la femme. Entre 1842 et 1846, Cristina Trivulzio Belgiojoso, inspirée par les idées de Charles Fourier, crée des institutions chargées d'aider les femmes. Enfin, la Bohême, alors dominée par l'Empire austro-hongrois, voit elle aussi fleurir, dans les années 1860, des salons tenus par des femmes, telles que Karolina Světlá ou Zdenka Braunerová, qui sont cependant plus tournés vers la lutte contre la domination impériale. Ces revendications sont rejetées lorsque les pouvoirs en place reprennent la main. Les aspirations nationalistes et les combats pour la démocratisation ne parviennent pas à s'imposer et ceux pour l'amélioration de la condition de la femme sont oubliés. Il en est ainsi, du moins, jusqu'au début des années 1870, qui voient l'essor de la société bourgeoise capitaliste et son corollaire des associations qui tentent d'améliorer la vie des femmes.
Ces aspirations féministes dépassent les frontières européennes. Ainsi, en Perse, Fatemeh, poétesse et réformatrice religieuse, est l'une des premières figures du féminisme iranien. Lors de son exécution, en 1852, ses dernières paroles auraient été : « Vous pouvez me tuer quand vous voulez, mais jamais vous n'arriverez à empêcher l'émancipation des femmes ! ». Des voix féministes s'expriment au Japon (Fusae Ichikawa), en Australie (Mary Lee) et en Nouvelle-Zélande (Mary Ann Müller et Kate Sheppard). Elles font partie de cette première vague de militantes pour les droits des femmes.

## Vagues de féminismes en Occident: du milieu duXIXeauXXIesiècle
C'est la journaliste Martha Weinman Lear qui introduit, pour la première fois, la notion de « vagues » féministes, dans un article du New York Times Magazine de mars 1968. Elle explique qu'une nouvelle vague, la deuxième, relance les combats féministes. Les générations précédentes sont alors rétroactivement incluses dans une première vague. Puis en 1990, l'auteure Rebecca Walker décrète que la nouvelle génération constitue une troisième vague et que cette appellation est meilleure que celle de « féministe post-féministe » utilisée dans un article du New York Times Magazine. Cependant, cette division ne fait pas l'unanimité. En effet, des auteures comme Susan Faludi ou Eve Ensler notent la difficulté à catégoriser certaines féministes dans la deuxième ou troisième vague et Jennifer Baumgardner, qui juge que cette notion de vague permet de marquer clairement les moments importants du féminisme, note combien ces nouvelles vagues arrivent de plus en plus vite.

### Première vague

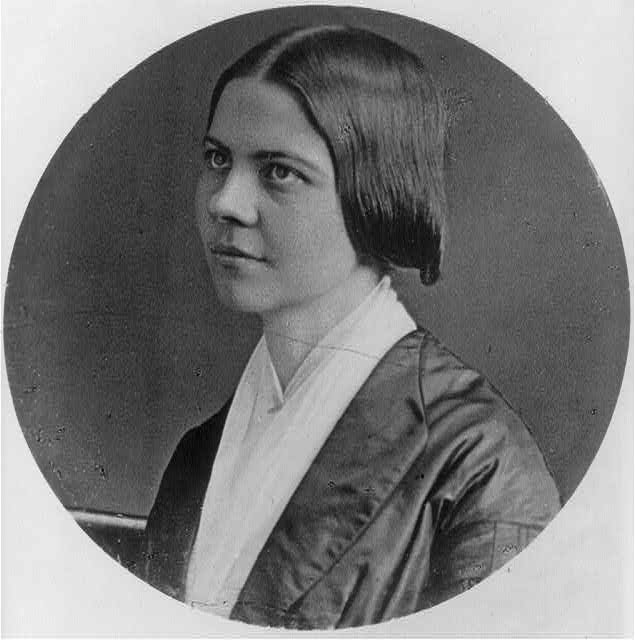
Lucy Stone.

Le terme de « première vague » est utilisé rétroactivement et par opposition à la notion de deuxième vague introduite par l'auteure Martha Weinman Lear. Il recouvre les mouvements féministes de la fin du XIXe et début du XXe siècle, axés surtout sur le suffrage, l'éducation et l'amélioration des conditions de travail des femmes, mais essayant aussi de changer la place des femmes dans une société patriarcale. Des revendications sur la dépendance économique des épouses, les tâches ménagères, la répression morale différente se font aussi entendre.
Ces mouvements naissent dans les pays occidentaux et concernent surtout les femmes blanches de milieu aisé. En effet, les situations des autres femmes (noires américaines ou ouvrières par exemple) ne sont pas prises en compte. Par ailleurs, ce féminisme de la première vague ne forme pas un ensemble homogène et uni, car les opinions politiques divisent parfois les féministes qui s'intègrent dans un modèle bourgeois ou se reconnaissent dans la pensée socialiste, dominée par le marxisme.
S'opposant à la société conservatrice, la bourgeoisie libérale et le mouvement ouvrier socialiste ne sont pas nécessairement alliés, tout comme ne le sont pas les féministes libérales et les femmes socialistes, appartenant à l'Internationale socialiste des femmes. Elles font cependant parfois cause commune, lorsqu'un objectif peut être atteint ou lorsqu'une crise majeure, comme la Première Guerre mondiale, les réunit. Le mouvement socialiste, plus tardif de quelques décennies, rejette le terme féminisme, trop lié à la bourgeoisie, même si les militantes sont désignées a posteriori comme féministes socialistes.

#### États-Unis

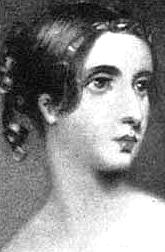
Harriet Taylor Mill

Dès le début du XIXe siècle, des Américaines tentent de promouvoir une meilleure situation sociale pour les femmes. Ainsi, l'Américaine Abigail Adams essaie, sans grand succès cependant, de peser sur les décisions de son époux, le deuxième président des États-Unis, en faveur des droits des femmes. Les mouvements féministes militent d'abord pour l'abolition de l'esclavage ou la ligue de tempérance avant de défendre les droits des femmes. Les campagnes qu'elles mènent permettent aux femmes de tester leurs aptitudes politiques et d'unir les efforts de groupes sociaux disparates. Les militantes viennent de milieux divers : des chrétiens conservateurs comme Frances Willard et la Women's Christian Temperance Union, aux radicales comme Elisabeth Stanton, Matilda Gage et la National Woman Suffrage Association. Sarah et Angelina Grimké passent rapidement de la lutte pour l'émancipation des esclaves à celle des femmes. En 1840, Elizabeth Stanton et Lucretia Mott se voient refuser l'entrée à la Première Convention Mondiale contre l'Esclavage car elles sont des femmes. Elles organisent, en 1848, la Convention de Seneca Falls où est établie une déclaration pour l'indépendance des femmes et où le pouvoir masculin est vilipendé,.

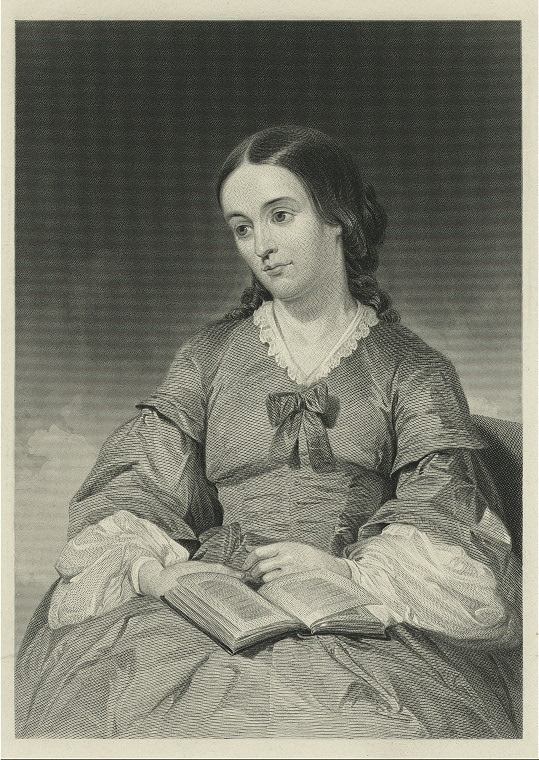
Gravure de Margaret Fuller.

La journaliste Margaret Fuller publie Woman in the Nineteenth Century (La Femme au Dix-neuvième Siècle) en 1845 et ses dépêches d'Europe pour le New York Tribune participent à la synchronisation des mouvements pour les droits des femmes. Cette même année, est fondée la Female Labor Reform Association, groupe féministe constitué de femmes travaillant dans l'industrie du textile et inspiré des luttes contre l'esclavage. La presse est toujours aussi importante dans cette deuxième partie du XIXe siècle et, en 1849, Amelia Bloomer lance le premier journal féministe, intitulé The Lily. Celui-ci est suivi, en 1868, par Révolution de Susan B. Anthony et Elizabeth Stanton. De son côté, Lucy Stone participe à l'organisation de la première Convention Nationale pour les Droits des Femmes en 1850, au cours de laquelle interviendront Sojourner Truth ou Abby Kelley Foster.
Ces féministes appartiennent toutes au moins à la classe moyenne et elles jugent, d'une part, que l'amélioration de la condition féminine va de pair avec l'évolution de la société capitaliste qui apporte le progrès et, d'autre part, que ces améliorations peuvent et doivent atteindre à un moment toutes les femmes de la société, qu'elles le veuillent ou non et sans prendre en compte les particularités de chacune. Aux États-Unis, des groupes de femmes noires se mettent aussi en place, mais leurs luttes portent plus sur la pauvreté de la population noire que sur le droit de vote. On considère que cette première vague prend fin en 1920, avec le passage du XIXe amendement de la Constitution des États-Unis qui garantit le droit de vote aux femmes.

#### Royaume-Uni
En Angleterre, Harriet Taylor Mill, sous le nom de son époux, John Stuart Mill, publie en 1851 The Enfranchisement of Women. Elle y demande le droit, pour les femmes, d'accéder aux emplois réservés aux hommes et plaide pour que femmes et hommes ne vivent plus dans des « sphères séparées ». Elle participe également à l'écriture de l'essai de John Stuart Mill : The Subjection of Women. De tels textes accompagnés de manifestations amènent des changements dans la société britannique. Parmi les succès des campagnes féministes se trouvent le vote de la loi pour la propriété des femmes mariées (Married Women's Property Act) de 1882 et l'abrogation de celle sur les maladies contagieuses (Contagious Diseases Acts). Cette loi avait pour but de réglementer la prostitution, mais selon ses opposants, elle était en contradiction avec les lois fondamentales du pays dont l’habeas corpus. L'abrogation de cette loi est obtenue en 1886, grâce notamment à l'Association Nationale des Ladies pour l'abrogation des Lois sur les Maladies Contagieuses conduite par Josephine Butler. Les femmes des classes les plus pauvres ne sont pas oubliées et elles parviennent aussi à améliorer leurs situations grâce à des actions comme celle menée par Annie Besant en 1888. Celle-ci milite pour les droits des matchgirls, des ouvrières dans les usines de fabrication d'allumettes dont les conditions de travail sont épouvantables, et organise la grève des ouvrières des manufactures d’allumettes à Londres en 1888 qui aboutit à une réintégration des grévistes, des hausses de salaire et une amélioration des conditions de travail.

#### Espagne
La pédagogue catalane Francesca Bonnemaison fonde La Bonne en 1909, centre culturel de Barcelone, dit Bibliothèque Populaire de la Femme, pionnier en Europe, consacrée à la rencontre, l'échange et la création des femmes.
Dans les années 1920, le mouvement artistique des Las Sinsombrero débute à Madrid.
La Residencia de Señoritas (Madrid)  et la Residència Internacional de Senyoretes Estudiants (Barcelone) sont deux universités réservées aux femmes. Le Lyceum Club Femenino de Madrid et Lyceum Club de Barcelone (animé notamment par la musicienne Aurora Bertrana et la sportive Enriqueta Sèculi), permettent d'échanger et de défendre l'égalité des droits.
Dans le domaine du sport, le club féminin et sportif de Barcelone, exclusivement réservé aux femmes, est fondé en 1928 par Teresa Torrens, Enriqueta Sèculi, Mercedes Núñez Targa et la future dirigeante du FC Barcelone, Anna Maria Martínez Sagi.

#### France
En France, les revendications féministes renaissent avec les Trois Glorieuses. Un féminisme militant se développe dans les milieux socialistes de la génération romantique, en particulier chez les saint-simoniens et les fouriéristes de la capitale, mais rien de concret ne ressort des manifestations féminines. Aussi bien sous la monarchie de Juillet que sous la Deuxième République ou le Second Empire, aucun droit n'est accordé aux femmes. Certains auteurs leur refusent même le droit à la moindre éducation. Cette opinion est très minoritaire, mais reprend de manière déformée, l'idée générale que l'éducation des femmes doit être limitée.
Cela n'empêche pas un lent progrès du droit à l'éducation que montre la promulgation, en 1850, de la loi Falloux ordonnant la création d'écoles de filles dans les villes de plus de 800 habitants ou la première réussite au baccalauréat d'une femme, Julie Daubié, en 1861. Cette seconde partie du XIXe siècle voit l'apparition d'auteurs féministes qui demandent une amélioration de la condition féminine. Ainsi, Julie Daubié écrit La femme pauvre au XIXe siècle en 1866. André Léo, après avoir écrit des articles féministes dans le journal L'Opinion nationale, publie plusieurs romans décrivant la situation difficile des femmes et, en 1868, elle poursuit son combat en publiant un manifeste prônant l'égalité des sexes, L'égalité en marche, qui entraîne la création du premier groupe féministe français. Maria Deraismes est aussi une figure importante de ce féminisme littéraire qui essaie de faire évoluer les mentalités par ses écrits. Avec André Léo, Louise Michel et plusieurs autres femmes socialistes, elle signe un manifeste en 1868 dans le journal Le droit des femmes qui demande l'égalité des droits civils, le droit à l'éducation, le droit au travail et l'égalité salariale. Ces dernières revendications sont un point de divergence entre les socialistes, car la majorité masculine souhaite l'interdiction du travail féminin alors que les femmes réclament le droit de travailler dans les mêmes conditions que les hommes. Par plusieurs discours, André Léo remet en cause le code législatif, hérité de l'Empire, qui assujettit totalement la femme à l'homme. C'est donc à partir de ces années 1860 que le mouvement féministe, même si ce qualificatif n'existe pas encore, prend de l'importance et se concrétise dans les années 1880 avec la création d'associations féministes. La presse est aussi mise à contribution et, en 1897, est publié le premier numéro du journal La Fronde dirigé par Marguerite Durand avec Séverine, première femme à pouvoir vivre grâce à ses chroniques journalistiques. Jusqu'en 1905, ce journal, d'abord quotidien jusqu'en 1903 puis mensuel jusqu'à sa disparition, propose un discours féministe qui parvient à atteindre un lectorat important et s'impose comme un journal influent dans le paysage de la presse de l'époque.

#### Allemagne

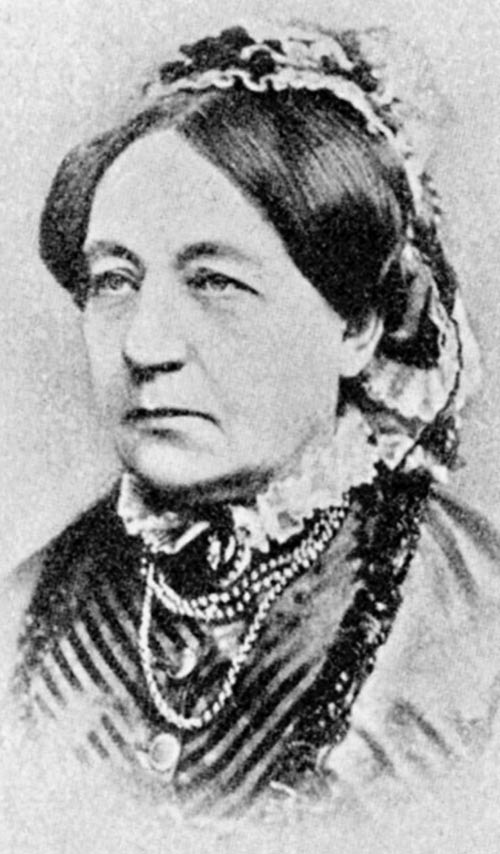
Louise Otto-Peters vers 1860-1870.

En Allemagne, en 1865, Louise Otto organise une réunion, nommée a posteriori Frauenschlacht von Leipzig, où se retrouvent des associations qui s'intéressent aux conditions de travail féminin. De là naît le groupe Allgemeiner Deutscher Frauenverein qui marque l'émergence d'un mouvement important d'associations culturelles féminines. Tous les aspects de la société sont couverts par ces associations qui vont de la lutte anti-alcoolisme au droit de vote. Ces idées se diffusent aussi grâce à la presse. Ainsi, Clara Zetkin fonde en 1890 die Gleichheit qui est le journal officiel des femmes socialistes et qui veut développer la conscience de classe chez les ouvrières. De nombreuses féministes socialistes de différents pays participent à ce journal comme la Russe Angelica Balabanova, la Néerlandaise Henriette Roland Holst, la Finlandaise Hilja Pärssinen ou l'Autrichienne Adelheid Popp.
Cependant, le féminisme allemand se divise pour des raisons idéologiques. D'un côté, se retrouvent les féministes issues de milieux aisés, de l'autre les socialistes influencées par La femme et le socialisme d'August Bebel qui montre que les travailleuses sont aussi soumises au patronat qu'au mari. La rupture devient importante en 1894, lorsque l'Alliance des sociétés féminines allemandes fondée par des femmes de la bourgeoisie conservatrice refuse la participation des associations ouvrières. En 1896, elle est effective lors du Congrès féministe international auquel refusent de participer les socialistes qui organisent leur propre congrès et, à partir de ce moment, refusent toutes collaborations, même si les opinions sont proches comme sur la question du droit de vote des femmes.

#### Russie
C'est au XVIIIe siècle et sous l'influence des mouvements occidentaux européens qu'un mouvement égalitariste apparaît en Russie. Il reste tout d'abord limité à l'aristocratie. Dans le roman Que faire ? de Nikolaï Tchernychevski, l'héroïne, Vera Pavlovna, qui rêve d'une société égalitaire, personnifie les idées féministes russes de l'époque. Durant son règne (1694-1725), Pierre le Grand relâche les restrictions sur l'éducation féminine, ce qui permet la naissance d'une nouvelle classe de femmes éduquées, comme la princesse Natalia Cheremeteva, qui est la première femme à écrire son autobiographie en Russie (Notes publié en 1810).
La situation des femmes s'améliore en 1753 lorsqu'une loi permettant aux femmes mariées de rester propriétaire de leurs biens après le mariage est promulguée. Si les progrès sont réels, ils sont cependant lents à s'instaurer et à dépasser le stade de vœux pieux. Ainsi, il faut attendre la fin du XVIIIe siècle pour que le Code civil interdise formellement aux maris de battre ou de mutiler leurs épouses, alors vues le plus souvent comme une propriété de l'homme. Toutefois, cela n'empêche pas les paysans de continuer de battre leurs femmes. Dès lors, les préoccupations essentielles des femmes se portent plus sur la vie maritale que sur la vie politique.
Tout au long du XIXe siècle, le féminisme naissant est étroitement lié à la politique révolutionnaire et aux réformes sociales. Ainsi, Anna Philosophova, l'une des pionnières de l'émancipation de la condition féminine dans le pays, crée l'Union féminine qui défend le droit des femmes, leur condition matérielle et leur éducation. De telles actions menées par l'intelligentsia permettent une amélioration sensible du sort des femmes qui se manifeste par exemple par le taux de professeures et de professionnelles de santé qui, à l'aube de la révolution de 1917, atteint dans les deux cas 25 %. Au début du XXe siècle, les féministes s'inspirent de l'idéologie socialiste et s'organisent parmi les paysannes et les ouvrières. Elles participent aussi à la vie politique en intégrant des partis qui, parfois, comptent jusqu'à 20 % de femmes. Un des points centraux de la lutte est le droit de vote mais malgré une campagne active et réitérée, les féministes échouent et, avant la Première Guerre mondiale, n'ont toujours pas acquis ce droit.
En 1917, alors que les conditions de vie des ouvrières et des paysannes qui remplacent les hommes partis sur le front se détériorent, des manifestations et des grèves se produisent et, le 8 mars, une manifestation organisée pour la journée internationale des femmes se transforme en grève générale à Petrograd,. Après l'abdication de Nicolas II, le gouvernement révolutionnaire dirigé par Aleksandr Kerenski garantit par un décret, le 20 juillet 1917, le droit de vote des femmes en Russie ainsi que l'égalité dans l'éducation et le travail.
Après la révolution d'Octobre, la Russe Alexandra Kollontaï est, en 1917, la première femme de l'histoire moderne membre d'un gouvernement, en étant commissaire du peuple à l'Assistance Publique. Elle crée, avec la communiste d'origine française Inès Armand, un Département des Femmes, nommé le Jednotel, au sein du Comité central du Parti. Sous leur impulsion, la Russie se dote d'un ensemble de lois qui est le plus avancé en matière de droits pour les femmes : garantie de garder son emploi durant la grossesse, égalité absolue des conjoints, congé de maternité, entre autres. De plus, en 1920, le droit à l'avortement gratuit est voté. Bien qu'officiellement hostiles au « féminisme bourgeois », suivant en cela la doctrine bolchévique qui accuse le féminisme de détourner les ouvriers de la lutte des classes, Kollontaï et Armand sont en contact avec les autres membres de l'Internationale socialiste des femmes auxquelles elles ont participé, et dont Kollontaï est considérée par l'historienne féministe Nicole Gabriel comme une « grande figure ». Alexandra Kollontaï est, par la suite, écartée du pouvoir et envoyée comme ambassadrice en Suède comme sanction pour son opposition à Lénine et sa réputation sulfureuse, pour sa défense et sa pratique des relations amoureuses libres.
La section féminine du Parti est dissoute en 1929, les problèmes des femmes étant officiellement résolus. Cependant, les républiques socialistes d'Asie centrale gardent cette section féminine car le pouvoir soviétique peine à établir sa domination sur les populations musulmanes. Ce n'est qu'en 1936 que ces peuples seront soumis. Les femmes y gagnent l'interdiction de la polygamie, des mariages forcés des enfants et de la coutume de la dot. De plus l'instruction obligatoire touche aussi les filles et, en droit, elles peuvent prétendre à exercer le métier qu'elles veulent. A contrario, Staline promeut une politique familiale rétrograde valable dans l'ensemble de l'URSS. Ainsi, l'autorité paternelle est rétablie, alors que les enfants étaient, depuis 1917, soumis également au père et à la mère. Les procédures de divorce sont complexifiées et, en 1936, l'avortement est de nouveau interdit sauf pour raisons médicales. Bien que la travailleuse reste un modèle, les femmes sont renvoyées au foyer, pour y élever une famille nombreuse de futurs communistes.

#### Canada

##### Québec
Les enjeux des féministes québécoises au début du XXe siècle s’inspirent et s’approprient les enjeux des féministes françaises : luttes pour le droit de vote, mais aussi pour une certaine reconnaissance juridique concernant le droit du travail, le droit à l’instruction et le droit au sein du mariage. Cependant, la particularité du mouvement féministe québécois concerne ses interrelations avec le contexte politique plus large entre le Québec et le reste du Canada.
En 1893, est créé le Conseil national des femmes du Canada. Dès sa création, trois conseils locaux sont créés au Canada : à Toronto, à Hamilton ainsi qu’à Montréal. Dès sa création, on constate certaines tensions, notamment liées à la barrière du langage. En effet, les rencontres se déroulent en anglais, ce qui limite l’adhésion des Québécoises au conseil. Malgré cela, le conseil montréalais aboutit plusieurs projets : enquêtes sur les conditions de travail des ouvrières dans les manufactures et leurs possibilités d’avancement, organisation de conférences, création de cercles de lecture et même l’ouverture en 1896 d’un bain public montréalais.
Parmi ces réalisations, Marie Gérin Lajoie crée en 1903, un traité de droit usuel visant à informer les jeunes filles des injustices dans le droit du mariage. En se mariant, la femme accepte de se placer sous la tutelle légale de son mari. Celui-ci définit les devoirs conjugaux que la femme doit accomplir, il peut décider l’avenir de ses biens ou de son salaire. Pour Marie Gérin Lajoie, il est primordial d’éduquer les femmes sur leurs conditions.

#### Internationalisation
Les féministes ne se contentent pas de lutter dans leur pays : elles correspondent entre elles dans une internationale féministe qui s'organise peu à peu. En dehors des journaux qui accueillent parfois des auteures étrangères, l'alliance s'organise dans des associations comme la Fédération abolitionniste internationale fondée en Suisse par Joséphine Butler en 1875. En 1888, aux États-Unis, est créé un Conseil international des femmes. Dans un premier temps, il n'est international que de nom puisque seules des Américaines y participent, mais d'autres pays (Canada en 1893, Allemagne en 1894, France en 1901, etc.) voient ensuite apparaître des conseils nationaux. Le Conseil international se scinde en 1904 à Berlin avec la création d'une Alliance internationale du suffrage féminin, présidée par Carrie Chapman Catt qui s'avère plus radicale dans ses revendications pour le droit de vote des femmes.

#### Droit de vote des femmes

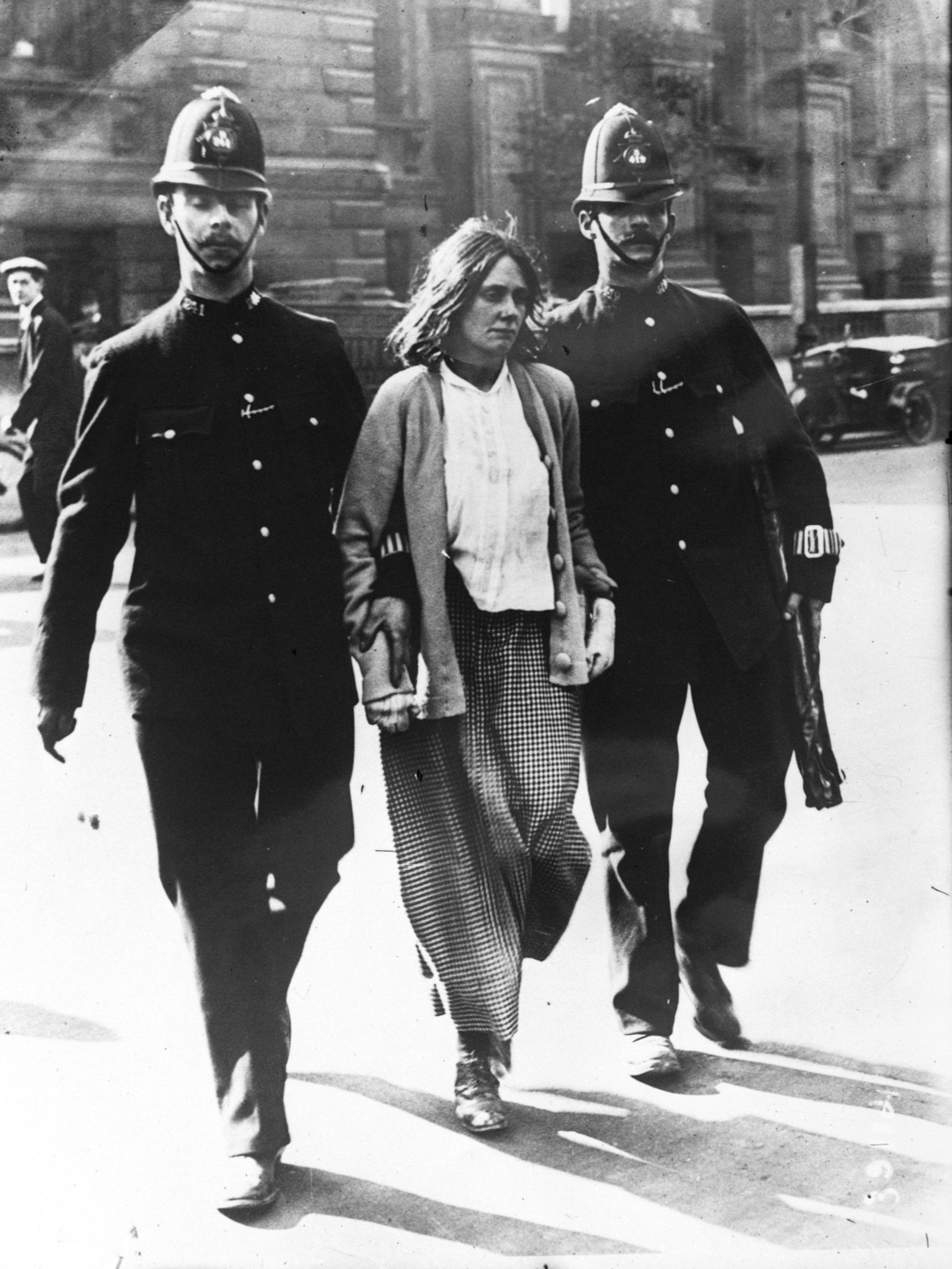
Arrestation d'une suffragette (Londres, 1914).

Au XIXe siècle, les velléités des femmes pour accéder au droit de vote se réveillent. L'île Pitcairn est le premier territoire à autoriser les femmes à voter, en 1838 ; le territoire étant minuscule, cela ne concerne alors qu'une vingtaine de femmes. Suivra, aux États-Unis, le Wyoming en 1868 ; puis, dans les Îles Britanniques, le territoire autonome de l'île de Man en 1881. Parmi les États indépendants, la Nouvelle-Zélande est la première à reconnaître ce droit, en 1893, suivie par l'Australie en 1902, la Finlande en 1902 et la Norvège en 1907.
Au Royaume-Uni, les mouvements pour le droit de vote se développent à partir de 1866 lorsqu'une pétition est présentée par Stuart Mill demandant le droit de vote pour les femmes. Cela n'aboutit à rien de concret, mais marque le début d'une longue lutte pour que les femmes obtiennent ce droit. En 1884, lors de la discussion sur la troisième réforme du droit de vote, des parlementaires souhaitent que le gouvernement introduise un amendement accordant le droit de vote aux femmes mais cette demande est rejetée par le premier ministre William Ewart Gladstone. Les mouvements féministes se radicalisent avec la création, en 1903, par Emmeline et Christabel Pankhurst, de la Women's Social and Political Union. Les militantes, désignées sous le nom de suffragettes, utilisent des méthodes parfois violentes, voire illégales. La réponse des autorités est sévère : prison et gavage forcé, ce qui attirera la sympathie de la population. En 1908, les organisations réunissent 500 000 personnes à Hyde Park. Le rôle des femmes durant la Première Guerre mondiale amène, en 1918, le gouvernement à accorder le droit de vote aux femmes de plus de trente ans. Cette reconnaissance est la conséquence logique d'une évolution de la société accompagnée par les mouvements féministes. Il faut cependant attendre 1928 pour que l'âge pour être électrice soit aligné sur celui des hommes.
Aux États-Unis, les femmes se sentent laissées pour compte après l'adoption en 1869 du XVe amendement qui autorise le vote des hommes noirs pour lequel elles se sont également battues. La même année, deux organisations voient le jour : la National Woman's Suffrage Association de Susan B. Anthony et Elizabeth Cady Stanton et l’American Woman Suffrage Association créée par Lucy Stone et Henry Blackwell qui finiront par fusionner en 1890. De 1870 à 1910, à l’issue des 480 campagnes organisées pour obtenir l’organisation de référendums locaux, dix-sept se sont tenus dans les différents États américains dont deux seulement ont abouti à une victoire pour le droit de vote des femmes. Après une pause au début de la Première Guerre mondiale, le mouvement est relancé dès 1916, notamment grâce à Carrie Chapman Catt et son Winning Plan (Plan de la victoire). Le 26 août 1920, le XIXe amendement de la Constitution garantissant le droit de vote aux femmes est promulgué.
En France, en 1848, La Voix des Femmes cherche à « rendre visible l'illogisme de la mise à l'écart des femmes dans le domaine politique ». Hubertine Auclert fonde en 1876, Le Droit des Femmes, le premier groupe français revendiquant le suffrage féminin. Dans les années 1910, l'Union française pour le suffrage des femmes et la Ligue française pour le droit des femmes, dirigée par Maria Vérone, sont les deux organisations qui mènent le combat. Elles organisent des meetings dans toute la France pour sensibiliser la population. Les méthodes utilisées n'atteindront pas celles déployées par leurs homologues britanniques, peu de manifestations de rue, celles-ci étant immédiatement réprimées par les autorités. Il faudra attendre l'après-guerre pour que le droit de vote leur soit accordé, 
le 21 avril 1944, par une ordonnance du Comité français de la Libération nationale, signée par Charles de Gaulle.

### Deuxième vague
Après la Première Guerre mondiale, le mouvement féministe s'essouffle d'autant que les pays occidentaux, les uns après les autres, accordent le droit de vote aux femmes, ce qui apparaissait comme la demande la plus importante. Cette victoire ne signifie cependant pas que la situation des femmes est semblable à celle des hommes. Ainsi, la participation aux instances dirigeantes est encore, de fait, un interdit. De plus, dans une Europe qui a perdu des millions d'hommes, la femme est remise au foyer pour assurer le repeuplement. L'après-guerre marque un retour en arrière important et des historiens comme Richard J. Evans, dans son ouvrage The Feminists: Women's Emancipation Movements in Europe, America and Australasia 1840-1920, ont pu écrire que « 1920 marque la fin de l'ère du féminisme » même si cette affirmation est nuancée par d'autres, comme Nancy F. Cott, qui voient la période 1920-1960 comme un moment de transition. Selon la majorité des auteurs, la deuxième vague du féminisme, qui démarre aux États-Unis et s'étend progressivement à d'autres pays du monde, couvre la période des années 1960 et 1970,.
Alors que la première vague se concentrait sur le droit de vote et les questions liées aux obstacles légaux de l'égalité des sexes (droits à la propriété, divorce…), la seconde vague étend le débat à des problèmes plus larges comme la sexualité, la famille, le travail ou les droits liés à la procréation. Elle attire l'attention sur la violence domestique, crée des refuges pour les femmes violées ou battues et exige des adaptations des lois sur le divorce et la garde des enfants.

#### France

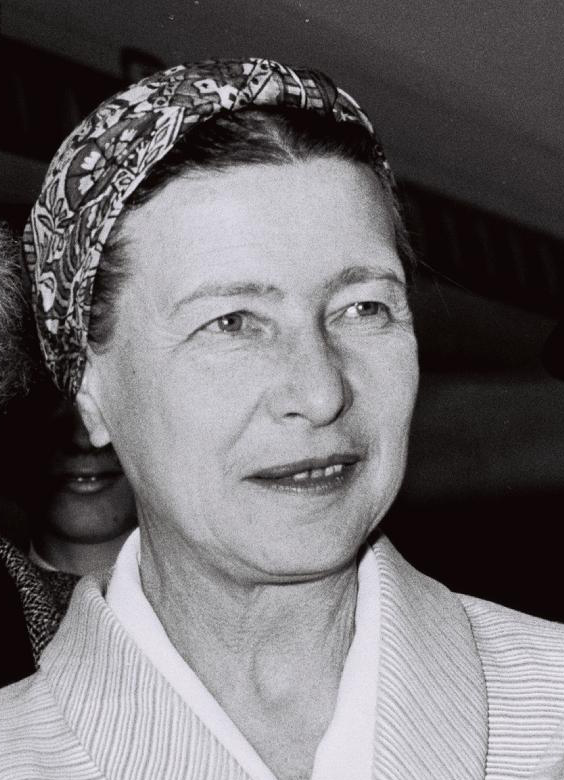
Simone de Beauvoir en mars 1967.

En France, l'une des sources de cette deuxième vague de féminisme est la publication, en 1949, de l'essai de Simone de Beauvoir, Le Deuxième Sexe. Dans cet ouvrage, l'auteure montre comment la société construit le genre féminin à partir du déterminisme biologique et comment la femme apparaît, dans l'imaginaire masculin, comme « l'autre ». Le discours féministe et existentialiste de cet ouvrage a une grande influence sur les lectrices qui vont aussi s'inspirer des mouvements anglo-saxons, les Women's Lib, pour mener leurs combats. À la fin des années 1960, des groupes féministes se forment sans qu'ils soient unifiés. Le rapprochement se fait à partir de 1970, bien que la date exacte soit sujette à controverse, et des actions sont organisées dès cette année-là. En mai, le journal L'Idiot international de Jean-Edern Hallier publie Combat pour la libération des femmes. Ce texte est suivi d'une action le 26 août 1970, lorsque des femmes, dont Christiane Rochefort et Monique Wittig, tentent de déposer une gerbe sous l'Arc de triomphe en hommage à la femme du Soldat inconnu. C'est cette date qui est souvent retenue pour marquer la naissance du Mouvement de libération des femmes.
Les militantes ont alors l'impression d'être les laissées pour compte de mai 1968 et veulent transformer la société qui ne semble leur réserver qu'un rôle domestique ou technique. Les combats principaux portent sur la reconnaissance du travail domestique, la libération de la sexualité et le droit à l'avortement libre et gratuit. En 1971, à l'initiative des journalistes Jean Moreau et Nicole Muchnik, Simone de Beauvoir rédige le manifeste des 343. Cette pétition signée par 343 Françaises, connues ou inconnues, qui se sont fait avorter, s'exposant à l'époque à des poursuites pénales, paraît dans Le Nouvel Observateur du 5 avril et commence par ces mots : « Un million de femmes se font avorter chaque année en France. Elles le font dans des conditions dangereuses en raison de la clandestinité à laquelle elles sont condamnées, alors que cette opération, pratiquée sous contrôle médical, est des plus simples. On fait le silence sur ces millions de femmes. Je déclare que je suis l'une d'elles. Je déclare avoir avorté. De même que nous réclamons le libre accès aux moyens anticonceptionnels, nous réclamons l'avortement libre ». Le droit à l'avortement sera gagné lors de l'adoption de la loi Veil du 17 janvier 1975, dépénalisant l'interruption volontaire de grossesse.
Précédemment, les luttes féministes avaient déjà permis la légalisation du droit à la contraception en 1967 et 1974. Sur d'autres points, les femmes parviennent aussi à obtenir l'égalité : mixité des concours de la fonction publique en 1974, interdiction des licenciements motivés par le sexe ou la situation familiale des personnes, instauration du divorce par consentement mutuel.

#### Espagne

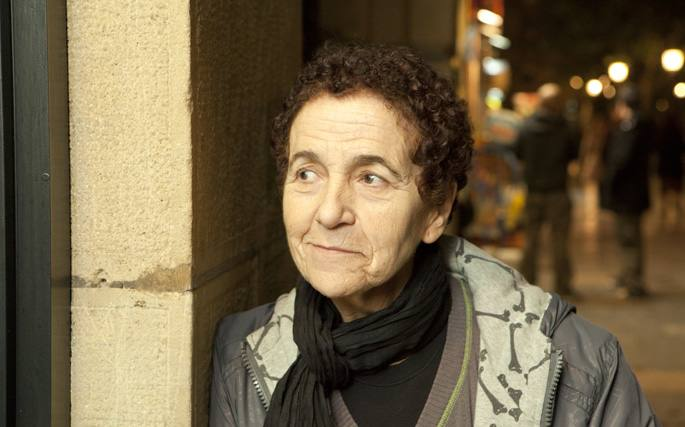
Empar Pineda, féministe basque, emprisonnée sous le franquisme.

Les organisations et institutions féministes, qui se sont développées avec force sous la République (1931-1939), sont interdites après la guerre d'Espagne (1936-1939) sous la dictature du général Franco (1939-1975). Après la Seconde Guerre mondiale, la riche histoire féministe espagnole, précurseure dans le monde d'avant-guerre, est ainsi réduite au silence et à l'oubli par le dictateur.
Le droit à l'avortement, légalisé par la ministre de la Santé Federica Montseny sous la République, est annulé.
De nombreuses féministes sont fusillées, comme Aurora Picornell, membre des Roges de Molinar, exilées, comme Amparo Poch et Neus Català, ou emprisonnées, comme la militante basque Empar Pineda.
Depuis la transition démocratique, les femmes espagnoles témoignent aujourd'hui de cette période, comme le fait activement la désormais centenaire Ángeles Flórez Peón, infirmière durant la guerre, devenue l'une des personnalités politiques contemporaines du pays.
Des historiennes comme Antonina Rodrigo, des universitaires comme Patricia Mayayo, ainsi que des cinéastes comme Tània Balló Colell qui a mis en exergue les parcours de femmes telles que la soldate Pepita Laguarda Batet, accompagnent la récupération de l'histoire des femmes.

#### États-Unis

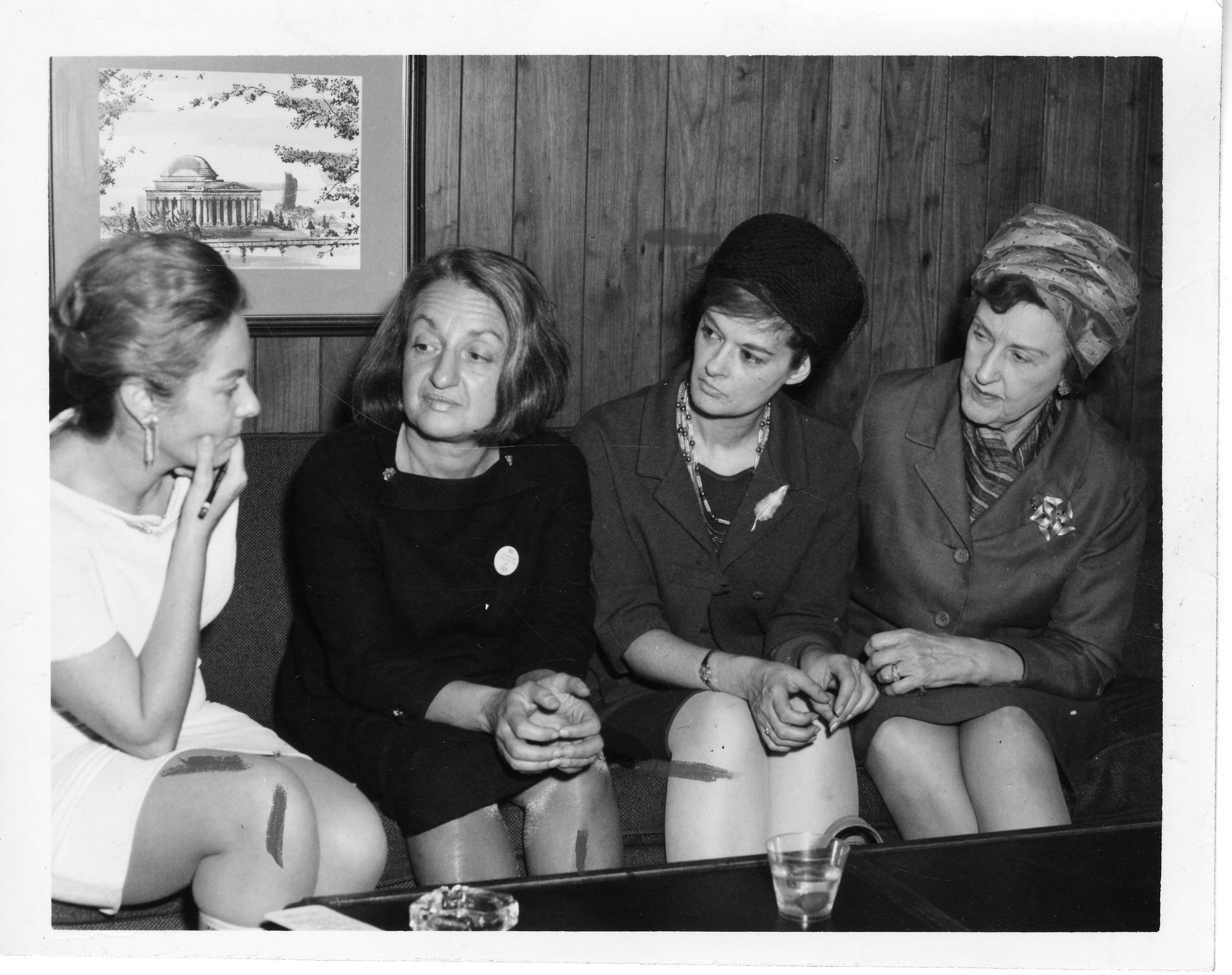
Betty Friedan, Barbara Ireton et Marguerite Rawalt (1968).

Aux États-Unis, Betty Friedan, influencée par Le Deuxième Sexe, écrit en 1963 The Feminine Mystique (publié en français sous le titre La Femme mystifiée). Elle y critique l'image de la femme véhiculée par les médias et s'érige contre la famille nucléaire comme modèle du bonheur. Elle considère que la limitation des femmes à la sphère privée est un gaspillage de leur potentiel. La même année, John F. Kennedy diffuse le rapport sur l'égalité des sexes de la Commission sur le Statut des Femmes qui révèle les discriminations contre les femmes. Ceci conduit à la constitution de nombreux groupes de femmes tant au niveau local que fédéral. Le mouvement se renforce avec les victoires législatives comme la loi sur l'égalité des salaires de 1964 ou la décision de la Cour suprême des États-Unis qui annule une des dernières lois de Comstock sur l'interdiction de la contraception (affaire « Griswold v. Connecticut »). En 1966, Betty Friedan est l'une des fondatrices de la National Organization for Women (NOW, sigle qui se traduit par « maintenant »).
Les actions féministes se font provocatrices, comme en 1968, quand sont organisées les funérailles de la féminité traditionnelle au Cimetière national d'Arlington, le couronnement d'une brebis « Miss Amérique » et une opération « poubelles de la liberté » qui recueillent des objets symboles d'une féminité corsetée : soutiens-gorge, gaines et faux-cils. Ces années 1960 et 1970 sont une période d'avancées pour la cause des femmes et, parmi les victoires des mouvements féministes, on compte, entre autres, l'extension de la discrimination positive aux femmes (1967), la désignation de l'illégalité du viol conjugal, la loi sur l'égalité dans l'éducation pour les femmes (Women's Educational Equity Act) en 1972 ou la légalisation du divorce par consentement mutuel. Ces faits auront surtout permis un changement des mentalités dans la société américaine. Cette période voit aussi des divisions profondes chez les féministes. D'un côté se retrouvent les féministes radicales qui définissent la femme à l'aide de critères physiologiques, de l'autre, les militantes du mouvement de libération des femmes qui décrivent la féminité comme une production sociale.
Par ailleurs, alors que le féminisme se présentait comme une défense des droits des femmes quelles que soient leurs particularités, des distinctions liées aux origines ethniques apparaissent. Le black feminism devient un mouvement visible, grâce à des personnalités comme Ella Baker qui expliquent que les femmes noires sont soumises à plusieurs formes d'oppressions qui s'additionnent. Les violences sexistes s'ajoutent aux racistes et, dans une vision marxiste émise par certaines telle Angela Davis, aux violences capitalistes frappant les plus pauvres où se retrouvent de nombreux noirs américains. Ce type de discours prépare ainsi celui sur l'intersectionnalité et, plus généralement, annonce la troisième vague féministe.

#### Royaume-Uni
Dans les années 1970, au Royaume-Uni, le militantisme féministe prend des formes très diverses : création de centres pour femmes, campagnes variées, marches contre les limitations de l'IVG, ouverture de refuges pour les femmes victimes de violences, etc. Des actions sont organisées pour attirer l'attention des médias, comme en 1970 lorsque des féministes armées de farine, boules puantes et pistolet à eau interrompent le concours de Miss Monde qui se tient au Royal Albert Hall à Londres. Leur slogan « We are not beautiful, we are not ugly, we are angry » (« Nous ne sommes pas belles, nous ne sommes pas laides, nous sommes en colère »).
Les féministes manifestent aussi leurs positions grâce à l'écrit, que ce soit par des ouvrages comme celui de Germaine Greer, La Femme eunuque, qui devient rapidement un best-seller mondial, ou par le premier magazine féministe radical, Spare Rib, lancé par Marsha Rowe et Rosie Boycott. Les féministes obtiendront, en 1967, la légalisation de la contraception (la pilule devient « gratuite » en 1974) et celle de l'avortement sous certaines conditions, la loi sur la propriété des femmes mariées (1964), la loi sur l'égalité des salaires (1970), la loi sur la discrimination sexuelle (1975) ou la loi sur la violence domestique (1976).

#### Allemagne
Le féminisme, après la Première Guerre mondiale, s'était affaibli et, après le nazisme et la Seconde Guerre mondiale, les femmes sont renvoyées au foyer. En effet, comme le souligne Ute Gerhard « les années du miracle économique (de 1950 à 1965) sont connues pour leur caractère rétrograde et répressif à l’endroit des femmes ». Bien que légalement, elles aient, dès cette époque, quasiment les mêmes droits que les hommes, les femmes qui s'engagent dans ce nouveau mouvement féministe exigent des améliorations dans le fonctionnement même de la société. Alors qu'elles sont, au début des années 1960, proches des partis de gauche et des étudiants, les féministes se rendent compte qu'elles ne sont pas entendues par les hommes qui interviennent dans ces groupes. Elles se détachent donc de ceux-ci et développent leur discours de façon indépendante. Une des plus importantes actions de l'époque est la publication, sur le modèle français, d'un texte de 374 femmes reconnaissant avoir avorté. Un second point important concerne la division du travail dans la société avec, corrélativement, la question des tâches ménagères. Les rapports entre les deux sexes sont alors analysés comme des rapports de pouvoir. Les revendications féministes se développent dans la société et parviennent à toucher les autres Allemands grâce à la multiplication des revues, des maisons d'éditions de femmes, des collections de livres publiés chez les éditeurs, etc.

#### Italie
Dans les années 1960-1970, les féministes italiennes critiquent les activistes des années précédentes mais aussi s'opposent entre elles. Souvent associées aux mouvements de la Nouvelle Gauche et tentées, selon leurs adversaires, par l'extrémisme, elles se retrouvent aussi parfois dans des partis politiques mieux insérés dans la vie politique classique. Ainsi l’Unione Donne Italiane est liée aux partis communiste et socialiste qui voient plutôt d'un mauvais œil ce mouvement. Toutefois, les divisions s'atténuent progressivement et ce qui était à l'origine considéré comme des exigences extrêmes est peu à peu récupéré par les partis officiels.

#### Unité du féminisme occidental

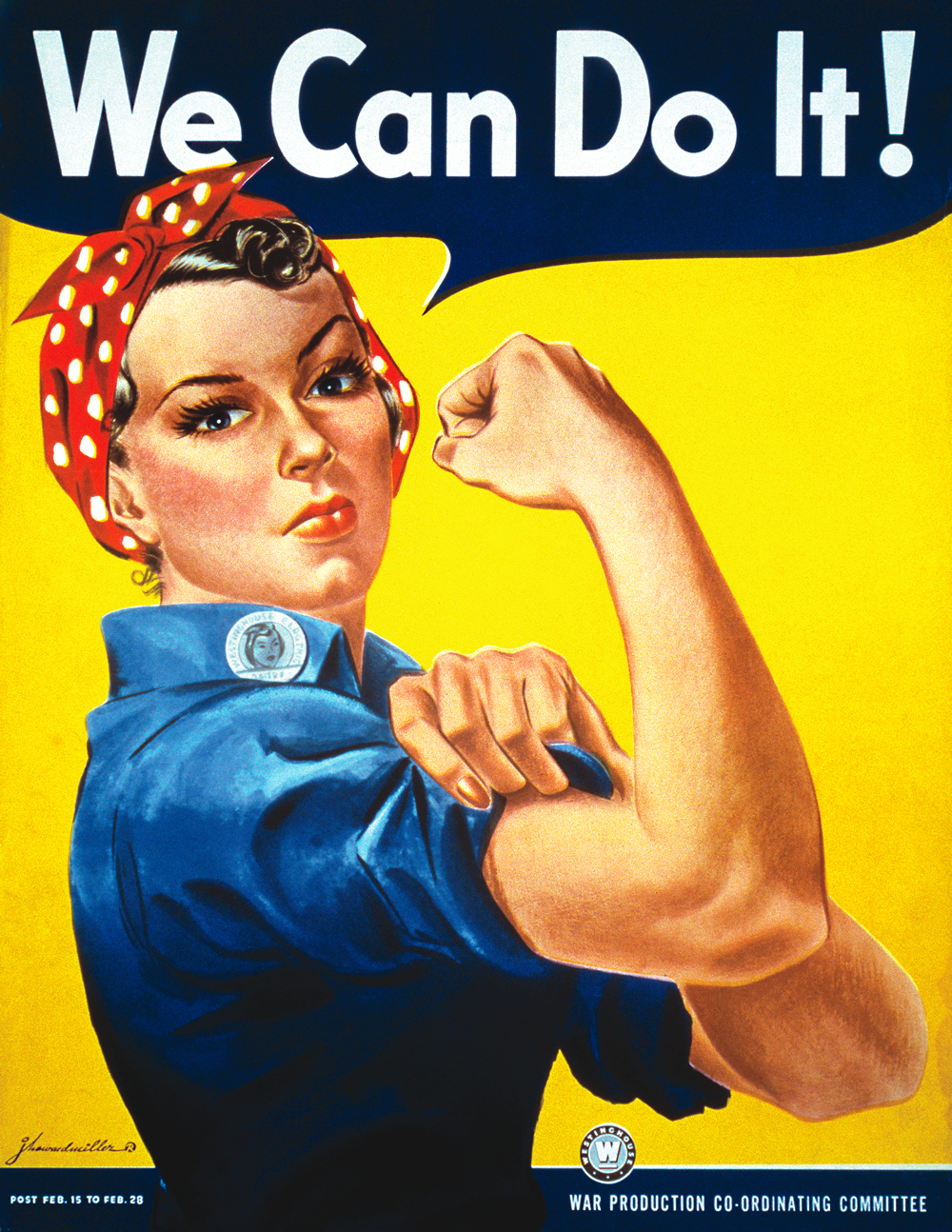
We Can Do It! - Cette affiche de propagande américaine de 1943, symbolisant l'émancipation des femmes par le travail, est tantôt reprise dans les années 1980 pour promouvoir le féminisme, tantôt critiquée comme représentative des inégalités salariales et d'un statut inférieur des femmes alors en vigueur.

Alors que la première vague du féminisme avait comme premier objectif l'égalité de droit entre les hommes et les femmes, la seconde vague, même si elle ne se limite pas à cela, met l'emphase sur la question du corps des femmes et du droit à en disposer librement. Dès lors, les problèmes liés à la liberté sexuelle, à la contraception et à l'avortement deviennent centraux. Chaque pays occidental connaît sa propre organisation féministe et ses luttes particulières mais les échanges entre les féministes, les flux d'informations amènent une unité internationale. Ainsi, tant en Europe occidentale qu'en Amérique du Nord, des campagnes importantes sont menées pour que le droit à l'avortement soit reconnu.
Le viol est aussi un point qui réunit les féministes et, dans de nombreux pays occidentaux, celles-ci s'inspirent des pratiques anglaises de défense, de protection et d'accueil des femmes violées. L'union internationale s'affiche lors d'événements comme celui du 8 mars 1976, quand un « Tribunal international des crimes contre les femmes » est organisé à Bruxelles. Là, plus de 2 000 femmes témoignent et parlent de l'inceste, de l'excision et, d'une manière générale, des violences dont sont victimes les femmes en raison de leur sexe. Il ne faut cependant pas voir cette unité comme un déni d'opinions politiques tranchées et opposées (féminisme socialiste, féminisme marxiste, féminisme radical, anarcha-féminisme, etc.) mais comme le résultat d'une lutte unique contre une société sexiste.
La deuxième vague du féminisme prendra fin aux États-Unis au début des années 1980 avec les controverses féministes sur le sexe (Feminist sex war) puis le début de la troisième vague dans les années 1990.

#### Théorie féministe
Le féminisme de la deuxième vague se caractérise aussi par une théorisation qui accompagne l'action revendicatrice. Bien que dans les décennies précédentes, des auteurs aient produit des textes importants, les années 1970 voient une diffusion importante de réflexions cherchant à appréhender les causes de l'asservissement des femmes. Ceci se traduit par une analyse  du système patriarcal afin de comprendre et de combattre les instruments de son pouvoir.
En cela, il s'insère dans une réflexion plus large menée par les opposants à la société capitaliste qui se manifeste durant les années 1960-70. Des ouvrages importants paraissent durant ces années comme La Politique du mâle de Kate Millett ou La Dialectique du sexe de Shulamith Firestone. Durant cette période, deux groupes, le féminisme radical et le féminisme marxiste, s'opposent sur l'autonomie que doit avoir le mouvement féministe à l'égard de la pensée marxiste, bien que sur certains points leurs idéologies puissent se rapprocher. En effet, la lutte politique est loin d'être le seul objet d'étude des théoriciennes féministes qui s'intéressent aussi à des aspects de la vie quotidienne souvent délaissés comme la sexualité, la place des femmes dans l'histoire, voire le partage des tâches ménagères. Les féministes, pour concevoir leurs théories, partent de l'expérience des femmes mais s'inspirent aussi des grilles d'analyse de la société forgées au cours du XIXe siècle comme la psychanalyse, la sociologie et dans cette seconde moitié du XXe siècle des analyses universitaires comme le structuralisme puis le post-structuralisme.

### Féminisme en crise
Le milieu des années 1980 apparaît comme une période de transformation du féminisme. Les luttes des années 1970 ont permis des avancées notables dans le droit des femmes. Le féminisme semble s'institutionnaliser alors que les jeunes femmes se désintéressent des mouvements de revendication pour profiter des avancées gagnées par les combats des générations antérieures. Dans le même temps, la société occidentale voit surgir une critique antiféministe mise en lumière par Susan Faludi dans son livre Backlash, la guerre froide contre les femmes. Les femmes, après ces années de lutte, n'auraient rien gagné : le féminisme aurait transformé les relations homme-femme pour le malheur des deux sexes et les femmes seraient seules plutôt qu'indépendantes et abandonneraient la maternité pour le travail. Le féminisme, plutôt que le système social dominant, serait responsable des malheurs des femmes. Susan Faludi met en lumière un fascisme où la victime serait la femme. Puisque dans cette nouvelle société où les femmes ont gagné des droits, la place traditionnelle de l'homme n'est plus établie, le discours antiféministe tend à renvoyer les femmes au foyer. Les messages que relaient les arts, comme le cinéma, ou les médias visent à donner une image de la féminité toujours soumise à un modèle qui n'est finalement qu'une variation de l'ancien. La femme doit être séduisante, donc se soumettre aux canons masculins, et se réalise enfin lorsqu'elle est mère.
En URSS, malgré des lois favorables aux femmes, les discriminations perdurent, notamment en matière de carrière ou de salaire, et la violence conjugale et le harcèlement sexuel demeurent. Cependant, les femmes des années 1960 et 1970 baissent les bras, l'inégalité ne semble pas être leur problème majeur. Pendant la Glasnost et après la chute de l'Union soviétique, des cercles féministes commencent à émerger parmi l'intelligentsia féminine des grandes villes. Mais le déclin économique de la Russie post-soviétique est particulièrement lourd à porter pour les femmes sur le plan financier. En 1980, elles représentent 70 à 80 % des chômeurs en Russie. Les postes ouverts aux femmes sont souvent peu rémunérés et beaucoup d'offres d'emploi précisent que seules des femmes jeunes et belles peuvent soumettre leur candidature.

### Troisième vague

#### Des féminismes
Pour lutter contre le discours dominant et réaliser l'égalité théorique entre les hommes et les femmes mais aussi pour prendre en compte des éléments qui étaient jusqu'alors absents de la réflexion féministe, comme les particularités des femmes qui ne vivent pas dans un monde capitaliste blanc, une nouvelle forme de féminisme va naître, souvent appelée troisième vague. L'Américaine Rebecca Walker introduit ce terme en 1992 dans un article intitulé Becoming the Third Wave. Cette nouvelle génération de féministes est issue de mouvements de militantes noires, lesbiennes, handicapées… qui s'élèvent, durant les années 1980-1990, contre le caractère blanc et bourgeois de la vague précédente. Elle ne présente pas un front commun et des groupes féministes s'opposent même en proposant des représentations antagonistes de la femme. Il en est ainsi du féminisme pro-sexe qui critique le féminisme radical, vu comme un mouvement normatif qui considère la sexualité comme un outil de la domination masculine. Cette position radicale se constitue surtout par une critique de la pornographie et de la prostitution alors que les pro-sexe, inspirés par le mouvement queer, affirment le droit à une sexualité différente. Le féminisme de la troisième vague constitue donc plutôt un ensemble de mouvements politiques et sociaux. Contrairement à leurs prédécesseurs, les féministes mènent plusieurs combats en même temps, ce qui rend difficile leur catégorisation. D'ailleurs, cette troisième vague a aussi été nommée post-féminisme, nouveau féminisme ou métaféminisme, ce qui montre la difficulté à saisir ce mouvement et les formes de lutte qu'il promeut. Ceci apparaît d'autant plus vrai que les termes choisis sont ambigus. Ainsi, le néologisme postféminisme a aussi été utilisé pour désigner un autre mouvement, dans la lignée du postmodernisme ou bien une critique de la deuxième vague semblable à celle mise en lumière par Susan Faludi.

#### Théories féministes
Beaucoup de militantes de la génération X (nées entre 1960 et 1981) ont été élevées par les féministes de la seconde vague pour être performantes, responsables et indépendantes. En réaction à l'image de la femme passive, virginale et faible, la troisième vague met en avant une femme assurée, puissante et sexuellement libérée. L'essor de la troisième vague serait né de cette opposition entre les générations. Les auteures américaines mettent en avant ce conflit générationnel pour expliquer la naissance d'une troisième vague qui abandonnerait les combats de groupe au profit d'un combat individuel revendiquant l'unicité de chaque femme plutôt qu'un idéal féminin. De plus, la pensée féministe s'inscrit alors dans une réflexion plus générale sur la société portée par les philosophes postmodernes et post-structuralistes. La déconstruction initiée par Jacques Derrida trouve un écho important chez des auteures comme Julia Kristeva, Luce Irigaray et Hélène Cixous pour qui la soumission des femmes naît de la construction masculine de la société et du langage. Partant de la définition, proposée par Simone de Beauvoir, de la féminité comme une altérité dans le monde masculin, le féminisme postmoderne entend mettre en avant cette différence et la valoriser en refusant le système de pensée masculin,.
Si cette troisième vague s'est inscrite aisément dans le paysage social américain, il n'en est pas de même en France où seules les deux premières vagues sont dans un premier temps reconnues, les mouvements récents étant plutôt vus comme une évolution du mouvement précédent. Cette troisième vague s'inscrirait dans la continuité de la deuxième mais avec une réflexion critique sur l'idéologie proposée auparavant. « La politique du féminisme de la troisième vague ne s’articule pas autour d’un programme unitaire et universel, mais autour de la contextualisation. ».

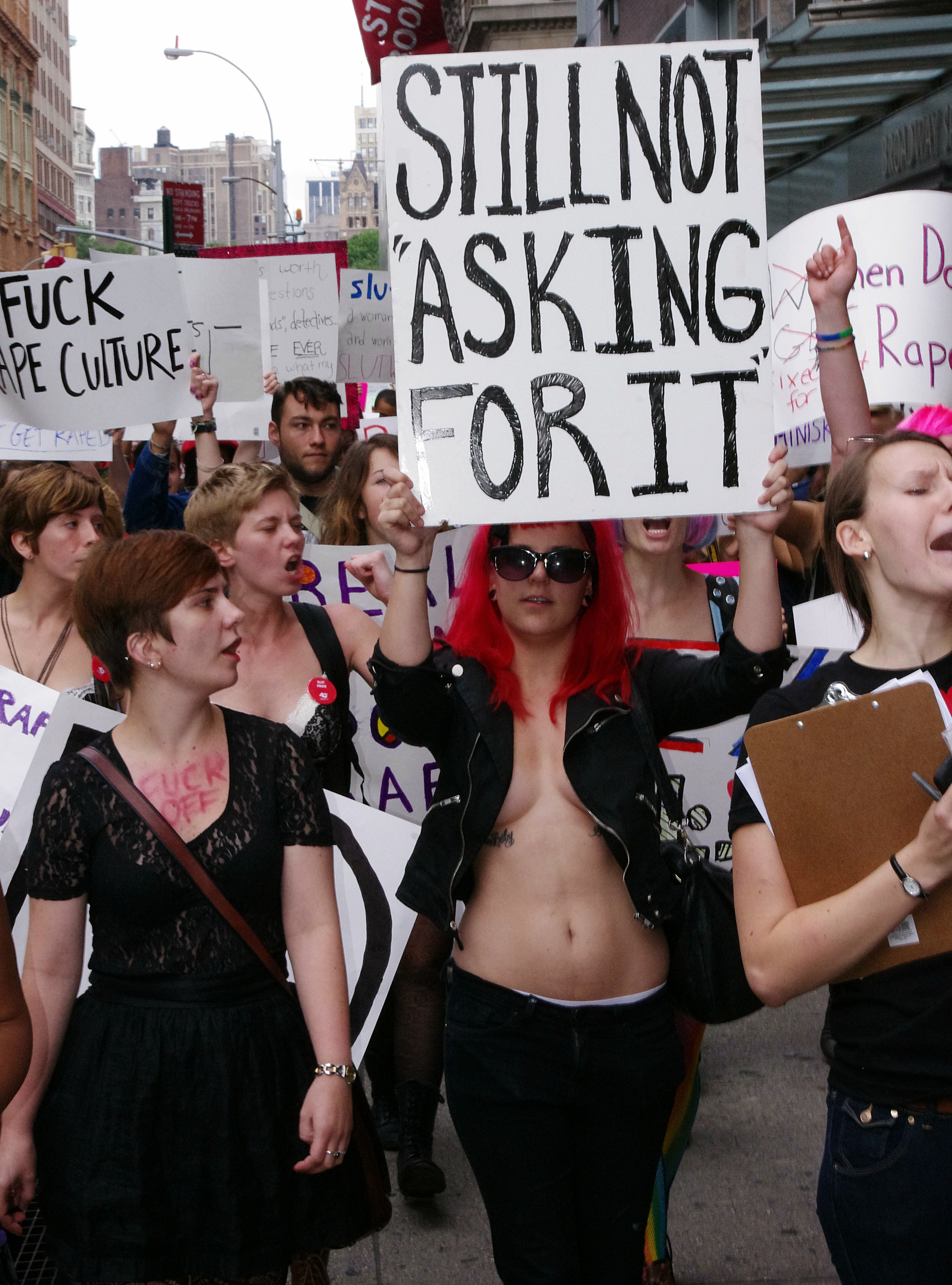
SlutWalk (New York, octobre 2011).

#### Outils de la lutte
Les féministes de cette troisième vague choisissent de se battre contre le sexisme et la violence subie par les femmes avec ironie, humour et en détournant les symboles même du sexisme. Les Monologues du vagin, pièce de théâtre d'Eve Ensler, ou les affiches humoristiques des Guerrilla Girls en sont de parfaites illustrations. Elles investissent aussi la scène artistique comme celle du rock. Ainsi, le collectif punk et militant riot grrrl naît au début des années 1990 aux États-Unis, en réaction au machisme de la scène rock et au manque de représentation des femmes dans la musique. Des filles fondent des groupes de musique et écrivent des chansons pour dénoncer le sexisme et notamment le viol et la violence domestique. On note, par exemple, Bikini Kill fondé par Kathleen Hanna et Tobi Vail pour « dénoncer les liens entre classes sociales et genre » ou Bratmobile, le groupe d'Allison Wolfe et Molly Neuman, féministes et créatrices du fanzine Girl germs. Lié au mouvement queer et au féminisme pro-sexe, le mouvement utilise tracts, zines, conférences et manifestations comme autant de moyens de soutien de la cause et de la place des femmes dans la musique. Il prend fin vers 1996 avec la dissolution des principaux groupes et des accusations d'incitation à la violence de la part de médias de masse comme Newsweek ou Seventeen. L'usage des nouvelles technologies n'est bien sûr pas délaissé et amène même la formation d'un mouvement, le cyberféminisme.

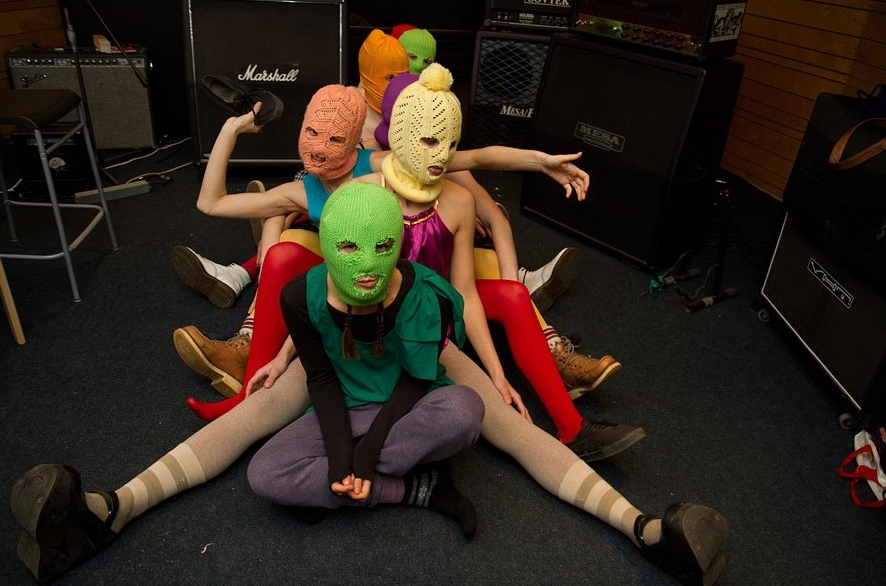
Le groupe punk rock russe Pussy Riot.

#### Objectifs
Les combats principaux de la troisième vague concernent : 
- la violence subie par les femmes avec, par exemple, la création d'associations comme V-Day dont l'objectif est la lutte contre le viol, l'inceste, les mutilations génitales féminines et le trafic d'esclaves sexuelles[192] ou les Slutwalk (Marche des salopes), une série de manifestations qui a démarré au Canada avant de s'étendre au monde occidental et qui s'élève contre l'excuse d'un viol en référence à la tenue vestimentaire d'une femme[193] ;
- la liberté des droits reproductifs et notamment l'accès à la contraception et à l'avortement qui est toujours menacé alors que les femmes, et surtout les plus jeunes, n'ont pas conscience de ce risque[194];
- la place des femmes dans le monde du travail puisqu'elles sont tenues loin des centres de pouvoir (le plafond de verre est toujours présent), qu'elles subissent une sous-enchère salariale et qu'elles sont plus fortement touchées par la pauvreté. De plus, elles subissent le harcèlement sexuel et une mise en cause de leur désir de maternité[175].

Ainsi, les thèmes de réflexion des féministes de la troisième vague ne sont pas différents de ceux de la deuxième et l'opposition entre ces deux moments de la lutte pour les droits des femmes tient plutôt à deux autres éléments. Tout d'abord, les combats sont souvent reliés à d'autres comme l'altermondialisme ou l'écologie politique. Dans ce dernier cas se retrouvent les écoféministes. De plus, des questions laissées de côtés par les générations précédentes sont mises sur la table et la féminité est mise en lien avec d'autres descripteurs de la personne (son orientation sexuelle, son origine sociale ou ethnique, son appartenance religieuse, etc.). Il est à noter d'ailleurs que, selon les individus, tel ou tel élément est mis en avant. Ainsi le sentiment religieux ou la vie dans une société dans laquelle la religion est importante amènent des théoriciennes à s'interroger sur ce qu'est le féminisme chrétien, judaïque ou musulman. Enfin les conditions individuelles sont mises en avant plutôt que l'appartenance à un groupe femme monolithique. Le but poursuivi par les personnes se reconnaissant dans cette troisième vague est d'affirmer que « les femmes peuvent et devraient être totalement des êtres humains, et non pas être évaluées au regard de la domination masculine ».

## Reste du monde
Les luttes féministes dans les civilisations autres que l'occidentale se sont le plus souvent confondues avec d'autres combats. Ainsi, les femmes asiatiques durant le XIXe siècle et le début du XXe siècle, lorsqu'elles se révoltaient, le faisaient contre le racisme et la domination impérialiste des colonisateurs. Alors que les féministes européennes luttaient pour l'égalité des sexes, les femmes des pays colonisés ou soumis aux États occidentaux luttaient pour l'indépendance. Dans ce contexte, les violences contre les femmes, comme les viols, participaient souvent à l'exploitation des populations indigènes par les colons. Il en était de même pour les femmes des classes les plus pauvres ou des descendantes d'esclaves aux États-Unis, pour qui l'amélioration de la condition féminine passait par celle de tous ceux qui vivaient dans cette même situation économique.

### Afrique du Nord
Dans les partis clandestins qui s'organisent pour lutter contre l'occupation européenne, des femmes, en très petit nombre au début, trouvent leur place et créent des associations féminines. Ainsi, en Algérie, Mamia Chentouf est responsable de la cellule féminine au sein du Parti du peuple algérien puis elle est une membre active de l'Association des femmes musulmanes algériennes. Au Maroc, Malika El Fassi réclame le droit à l'instruction pour les femmes. Cependant, les revendications féministes sont plutôt tues et passent au second plan derrière la lutte contre la colonisation. Lors de l'indépendance du pays, les femmes qui demandent plus de droits sont considérées comme des suppôts de la France, hizb al-Fransa (le parti de la France) Lorsqu'elles expriment des idées proprement féministes, les femmes d'Afrique du Nord se soucient dans un premier temps du mariage et du port du voile islamique. Ces deux thèmes sont liés à d'autres qui intéressent aussi les féministes comme la polygamie, la prostitution et l'éducation des jeunes filles.

#### Tunisie
En 1856, Ibn Abi Dhiaf signe les prémices du féminisme tunisien avec l'Epître de la femme. Bchira Ben Mrad fonde et préside l'Union musulmane des femmes de Tunisie de 1936 à 1956. En 1956, le Code du Statut Personnel abolit la polygamie et institue le divorce judiciaire. Fondée en 1956 par des militantes du Néo-Destour, parmi lesquelles les deux sœurs Chadlia et Saïda Bouzgarrou (nièces d'Habib Bourguiba), Fethia Mzali et Radhia Haddad, l'Union nationale de la femme tunisienne devient la principale organisation féminine en Tunisie.
En 1965, de nouvelles réformes sont adoptées : égalité des salaires, scolarisation obligatoire pour les filles et les garçons de 6 à 12 puis à 16 ans, interventions contre le port du voile. L'avortement est légalisé en 1973 et pratiqué gratuitement jusqu'à trois mois de grossesse. En 1985, la Tunisie ratifie la Convention sur l'élimination de toutes les formes de discrimination à l'égard des femmes.
En 1994, l’Association tunisienne des femmes démocrates et notamment sa présidente, la juriste Sana Ben Achour, dénonce l'oppression patriarcale des femmes. Les femmes tentées de se révolter contre le discours officiel sont rapidement rappelées à l’ordre, notamment par le biais d’une presse rigoureusement contrôlée par les autorités.

#### Égypte
Dans l'Égypte antique, la femme est l'égale de l'homme au regard de la loi. Elle peut gérer son propre patrimoine, divorcer, intenter un procès, atteindre des postes importants, en résumé elle a un statut très « moderne » par rapport aux femmes de son époque dans d'autres sociétés. Avec la prise de contrôle du pays par les Romains puis d'autres civilisations, la femme perdra progressivement ses droits. La représentation des femmes dans les peintures est un indice intéressant : de taille égale à celle de l'homme, la femme sera représentée de plus en plus petite à partir de 2000 av. J.-C., illustrant le déclin de son statut.
À l'époque contemporaine, les Égyptiennes sont celles qui, en Afrique du Nord, se font le plus entendre en manifestant au côté des hommes réclamant l'indépendance. Qasim Amin, considéré comme le père du féminisme arabe, écrit en 1899 La libération des femmes qui argumente pour une amélioration du statut légal et social des femmes. Les réflexions sur la place des femmes, menées majoritairement, mais pas exclusivement, par les féministes musulmanes, sortent des salons privés et sont largement diffusées dès les années 1910 ; elles viennent faire écho à la publication controversée de Qasim Amin. Le Parti Wafd crée, en 1920, une branche féminine qui marque l'importance des femmes dans les organisations indépendantistes. Ces activistes adhèrent le plus souvent au marxisme, ou au moins à une idéologie de gauche, et leur but premier est de développer l'éducation des filles, qui est vue comme la base nécessaire à leur insertion dans la vie sociale et politique,. L'avocate Huda Sharawi fonde et préside, en 1923, l'Union Féministe Égyptienne, devenant le symbole du mouvement pour les droits des femmes arabes. Après la Seconde Guerre mondiale, elle ose le geste symbolique d'ôter son voile en public. Auteur d'une thèse sur La Femme dans l'Islam, Doria Chafic reprend la lutte en dirigeant un magazine féministe. Elle fonde un parti politique, Bint El Nil (La fille du Nil), et organise une manifestation de 1 500 femmes devant le Parlement réclamant le droit de vote. Il leur sera accordé la semaine suivante, mais Doria sera emprisonnée dès l'avènement de Nasser. En 1956, le gouvernement de Gamal Abdel Nasser instaure un « féminisme d'État » en interdisant la discrimination et en donnant le droit de vote aux femmes. Le militantisme politique féministe est alors fortement ralenti.
Dans les années 1970, Nawal El Saadawi est renvoyée de son poste au ministère pour avoir publié Les femmes et le sexe, qui traite de sexualité, de religion et du traumatisme de l’excision – autant de sujets tabous dans le pays. L'excision est interdite par décret en 1996. Selon l'Unicef, en 2012, 91 % des femmes adultes sont excisées, mais seulement 16 % des jeunes filles auraient subi cette mutilation depuis l'interdiction.

### Moyen-Orient
Au début du XXe siècle, plusieurs mouvements féministes existent dans la région du Moyen-Orient qui s'inspirent des idées développées en Europe. Lorsque les mouvements indépendantistes prennent de l'importance, ces mouvements vont participer aux luttes visant à faire partir les puissances occupantes. Lorsque les nouveaux états se forment, les partis tentent de récupérer les revendications féminines à leur compte. Cependant, les discours officiels d'amélioration de la condition féminine sont le plus souvent en contradiction avec les actions réelles des élus qui cherchent aussi à contenter les opinions conservatrices et religieuses. Comme elles se retrouvent soumises au discours étatique qui ne correspond finalement pas à leurs souhaits, les femmes, à partir des années 1990, défendent leurs idées en participant à des mouvements indépendants du pouvoir. Il ne s'agit pas à proprement parler de groupes féministes, mais la place de la femme dans la société y apparaît comme un élément essentiel du discours. Comme au début du XXe siècle les revendications portent sur l'accès à l'éducation, la représentation des femmes dans les instances du pouvoir, l'acquisition de nouveaux droits, etc..

### Afrique subsaharienne
Les femmes africaines, avant la fin de la Seconde Guerre mondiale, s'opposent à l'oppression des empires coloniaux et les problèmes propres aux femmes sont soit laissés de côté, soit intégrés aux luttes de libération. Les avancées sont exceptionnelles et le droit de vote accordé aux plus riches femmes sierra leonaises dans les années 1930 est unique. En revanche, des femmes luttent couramment au côté des hommes contre l'administration coloniale. Ainsi, au Sénégal, elles s'opposent au recrutement militaire durant la Première Guerre mondiale ; en Rhodésie, c'est l'obligation d'avoir une autorisation pour circuler qui déclenche la colère des femmes et, au Togo, elles refusent les impôts britanniques. Les Togolaises suivent en cela l'exemple du Nigeria où, à la fin des années 1920, les femmes en lutte sont comparées par l'administration aux suffragettes anglaises. Dans les années 1940, des Nigérianes s'organisent en association sous la conduite de Funmilayo Ransome-Kuti et créent en 1946 l'Abeokuta Women's Union.
Comme au Maghreb, les femmes participent aux luttes pour l'indépendance au sein de partis clandestins que ce soit au Tanganyika, où se fait particulièrement remarquer Bibi Titi Mohammed, ou dans les territoires de l'Afrique-Occidentale française et de l'Afrique-Équatoriale française qui voient se développer un mouvement transnational, le Rassemblement démocratique africain dans lequel des femmes comme la Malienne Aoua Keïta ou la Voltaïque Célestine Ouezzin Coulibaly s'illustrent.
En 1959, dans les pays de l'Afrique de l'Ouest faisant partie de la Communauté française, les diverses associations de femmes se réunissent dans l'Union des femmes de l'Ouest africain qui réclame l'abolition de la polygamie, le droit aux femmes d'hériter de leur mari, la création d'un mariage civil, l'interdiction de la prostitution. Ceci va de pair avec la lutte contre les discriminations et pour l'égalité entre les hommes et les femmes. Ce féminisme tend à prendre ses distances avec son équivalent occidental, considéré comme une forme de colonialisme. C'est pourquoi, en 1977, à Dakar, est créée l'Association des femmes africaines pour la recherche et le développement qui annonce vouloir « décoloniser le féminisme ». Le terme même de féminisme est critiqué et certaines cherchent à le remplacer. Ainsi, Molara Ogundipe-Leslie utilise le néologisme « stiwanism » qui signifie « social transformation including African Women » (« transformation sociale incluant les femmes africaines ») alors que Calixthe Beyala parle de « féminitude » et que d'autres font référence au « womanism ». Il résulte de cela que le féminisme n'est pas une réalité semblable à celle du monde occidental et une auteure comme l'anthropologue Gwendolyn Mikell peut écrire en 2003 que « le féminisme africain est en train de naître » (I am observing the birth of feminism on the African continent).

### Amérique latine
Après les débuts du féminisme en Europe dans la deuxième partie du XIXe siècle, les échanges entre l'Amérique et l'Europe amènent cette idéologie dans les salons de la bourgeoisie. Toutefois, les traces historiques des actions féminines sont rares et les débuts du féminisme en Amérique du Sud sont peu documentées. Cependant, au milieu du XIXe siècle, des Brésiliennes publient des journaux féministes et se plaignent de la domination masculine et du mariage vu comme une « tyrannie insupportable ». De plus, elles abjurent leurs lectrices de se battre pour obtenir l'égalité des droits. Par la suite, à la fin du XIXe siècle, des anarcha-féministes font entendre leurs voix en Argentine. La revendication habituelle de l'accès à l'éducation va de pair avec celle d'une autonomie financière puis, dans un second temps, avec le droit de vote. Si celui-ci est refusé, en revanche, les femmes du Mexique, du Brésil, d'Argentine et du Chili gagnent celui d'accéder à l'université.
Tous ces mouvements propres à chaque pays s'organisent en collaboration avec ceux d'Amérique du Nord à partir de 1910. Ceci aboutit, en 1922, à la création de la Pan-American Association for the Advancement of Women qui réclame une meilleure éducation pour les femmes, le droit de vote et l'égalité. Entretemps, des féministes mexicaines organisent un congrès en 1916. La Pan-American Association for the Advancement of Women a une existence abrégée par des oppositions entre les féministes des États-Unis et celles d'Amérique du Sud. Cependant, la volonté d'améliorer les conditions des femmes dans tous les États américains perdure et elle trouve à s'exprimer en 1928 lorsque l'Organisation des États américains crée la commission interaméricaine des femmes. Le droit de vote, pour important qu'il soit, n'est pas l'unique objet de la lutte, mais il s'inscrit dans une démarche plus générale pour obtenir des droits égaux à ceux des hommes.
Les années 1960 connaissent un regain de l'action féministe qui participe ainsi à la deuxième vague féministe. Ce sont surtout les femmes des classes aisées qui mènent le combat et ce principalement dans les capitales des pays les plus grands comme le Mexique, le Brésil ou l'Argentine. Les années 1970, en revanche, parce qu'elles sont une période de luttes politiques violentes entre révolutionnaires et États dictatoriaux, ne laissent pas s'exprimer les idéaux féministes : les femmes participent aux combats, mais le féminisme est considéré comme un facteur de division. Dans les années 1980, le mouvement féministe renaît et se développe autour de trois axes : indépendance vis-à-vis des partis de gauche, rencontres entre féministes de plusieurs pays d'Amérique latine et tentatives de massification des mouvements dans ce qui a été appelé le « féminisme des secteurs populaires ». Grâce à cette stratégie, les femmes parviennent à se faire entendre et à concrétiser des revendications. Cependant, des tensions apparaissent entre féministes « pures et dures » (« de huesos colorados ») et féministes des secteurs populaires alors que les soutiens des ONG américaines et européennes ainsi que des institutions telles que l'ONU contrarient certaines qui rejettent une tentative de récupération par des sociétés néolibérales et impérialistes. Entre les féministes autonomes et les institutionnelles, la rupture est consommée dans les années 1990. D'autres facteurs font exploser l'unité du mouvement dans les années 2000, ce qui correspond à la troisième vague féministe. Les lesbiennes participent aux diverses rencontres féministes, mais en organisent d'autres consacrées uniquement aux problèmes qui leur sont propres. Par ailleurs, les descendantes des Africaines s'organisent pour combattre le racisme, y compris celui de certaines féministes. Elles sont suivies par les Amérindiennes, ce qui contribue à une radicalisation du mouvement.

### Asie

#### Japon

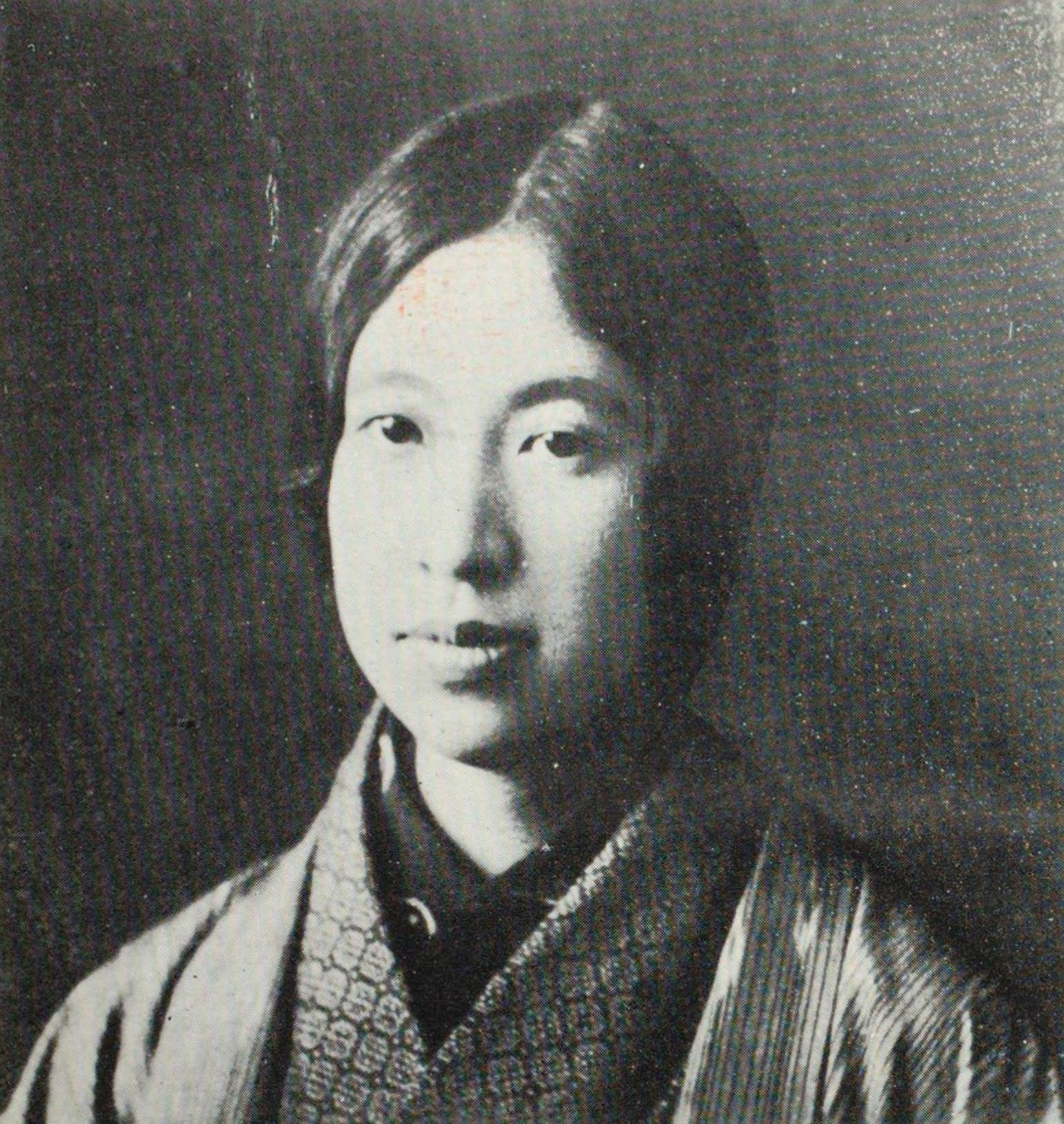
Raichō Hiratsuka (1886–1971).

Bien que la situation des femmes avant l'Ère Meiji ait connu de nombreuses évolutions, à partir du XIVe siècle, la pensée générale, influencée par la philosophie néo-confucéenne, voit la femme comme un être naturellement inférieur. En 1868, la restauration du pouvoir impérial et le début de l'époque Meiji permettent l'apparition des premiers mouvements féministes qui s'opposent à ces discours traditionnels. Toshiko Kishida (1863-1901) et Kusunose Kita (1833-1920) sont alors parmi les pionnières de ces mouvements. En 1890, la Loi sur les rassemblements et organisations politiques (Shūkai oyobi seisha hō 集会及び政社法) interdit aux femmes de participer aux réunions politiques. La Loi de police sur l’ordre public de 1900 (Chian keisatsu hō 治安警察法) est combattue par les féministes et, en particulier, celles de l’association Seitōsha. Le Code civil de 1898 (Minpô) confirme la primogéniture masculine, la soumission de la femme à son époux et son obligation d'accepter des concubines en l'absence d'un héritier mâle. En 1907, débute la publication de la revue féministe Sekai fujin (Femmes du Monde). Mais l'ambition des filles est considérée comme une menace pour l'ordre familial. En 1920, à la suite d'une enquête sur les conditions des travailleuses dans les usines textiles de Nagoya, Hiratsuka Raichō et Fusae Ichikawa créent l'Association des femmes japonaises. Elles demandent entre autres l'abrogation de la loi de 1890, qui sera obtenue en 1922. Dans les années 1930, la féministe Yamakawa Kikue se bat pour l'indépendance sociale des femmes et contre le dogme patriarcal de la protection des mères par l'État.
En 1945, sous l'occupation américaine, les femmes obtiennent le droit de vote, la mixité de l'éducation et le droit à l'avortement (en cas de danger pour la vie de la mère). En 1947, la Constitution du Japon (Nihonkokukenpô) est promulguée. Elle entérine le principe de l’égalité des sexes dans le domaine de l’emploi. La même année, la révision de la Loi sur la famille (Kazoku hô kaiser) abolit l'ie et institutionnalise la famille nucléaire. En 1972, le gouvernement tend la main aux femmes pour qu'elles puissent concilier vie professionnelle et familiale avec la Loi sur le bien-être des femmes qui travaillent (Kinrô fujin fukushi hô). Dans les années 1980, les thèmes des féministes sont la reconnaissance de l'homosexualité féminine, la flexibilité du travail, le sexisme des médias et le harcèlement sexuel. En 1981, le Japon signe la Convention sur l'élimination de toutes les formes de discrimination à l'égard des femmes. En 1986, la patrilinéarité est abrogée et, un an plus tard, la Loi sur l'égalité des chances entre hommes et femmes dans le domaine de l'emploi (Danjo koyō kikai kintō hō 男女雇用機会均等法) est promulguée. Durant les années 1970, le Front de Libération des Femmes mène le combat. L'une de ses militantes, Matsui Yayori, fonde le Tribunal international des femmes pour la répression des crimes de guerre, qui juge, en 2000, le gouvernement japonais responsable de crimes de guerre contre les « femmes de réconfort » exploitées et violées par les armées japonaises durant la Seconde Guerre mondiale.
Les inégalités salariales sont importantes. Dans les années 1990, en moyenne, une femme perçoit un salaire inférieur de 60 % à celui d'un homme pour un travail identique. Des lois existent pour combattre le phénomène, mais aucune sanction n'est prévue. En 1999, le gouvernement adopte la Loi-cadre pour une société de participation conjointe des hommes et des femmes qui doit permettre d'améliorer la situation.

#### Chine

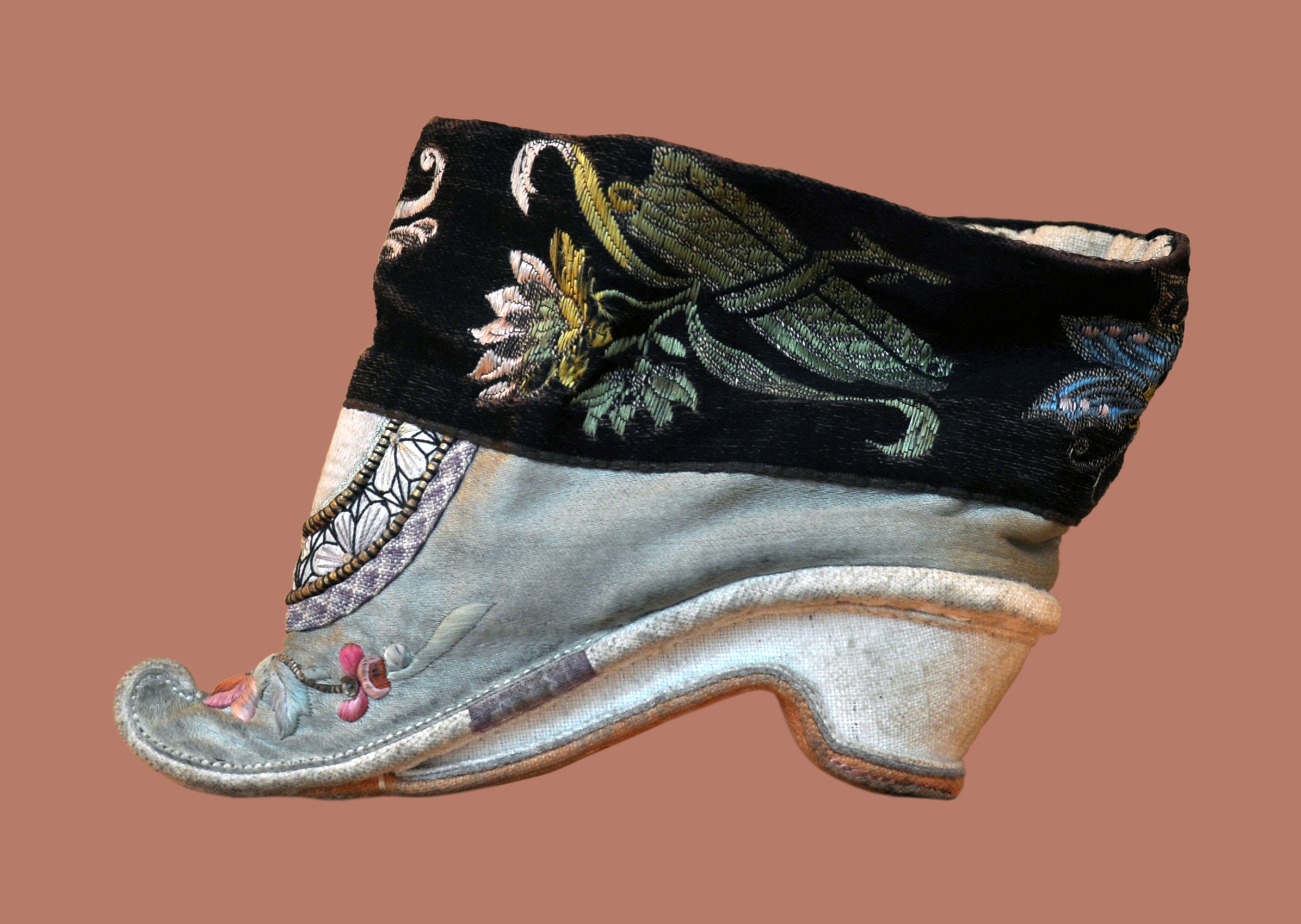
Chaussure chinoise pour pieds bandés. XVIIIe siècle. Musée du château des Rohan, Musée Louise Weiss (Saverne, France).

Durant la Dynastie Qing (1644-1911), les femmes n'ont de place que dans la famille. Considérées comme des êtres de l'intérieur (nei ren) par la philosophie confucéenne, elles doivent être ignorantes et vertueuses. Dans les années 1890, de nouvelles idéologies nationalistes font leur apparition, basées sur le rejet de cette dynastie mandchoue. Kang Youwei et son disciple Liang Qichao, deux figures intellectuelles de la réforme des Cent Jours de l'empereur Guangxu, prônent l'émancipation de la femme qui se traduit par l'interdiction de la polygamie, le droit à l'éducation pour les femmes et la fin de la pratique des pieds bandés qui privait la femme de mobilité.
À la fin de la dynastie, les missionnaires et leurs femmes créent les premières écoles pour filles, jusque-là exclues de l'éducation. En 1907, le gouvernement impérial légalise l'éducation des filles. Cependant, l'objectif est plus de mettre la femme au service de la modernisation de la Chine plutôt que de l'émanciper. L'éducation, l'influence occidentale et les idées démocratiques aboutiront au début du XXe siècle à l'émergence des premiers mouvements féministes.
Les femmes participeront au renversement de la dynastie en 1911 et au mouvement nationaliste du 4 mai 1919, avec l'apparition d'associations d'étudiants mixtes mais également féminines. Les revendications féministes sont alors le choix libre du partenaire, l'indépendance vis-à-vis du milieu familial ou le droit de se déplacer librement. Mais les femmes sont exclues de la vie politique par la Seconde Constitution provisoire de la république de Chine en mars 1912, tandis que le Parti communiste chinois les accueille à sa fondation en 1921. En 1949, sous l'égide du Parti, est fondée la Fédération nationale des femmes démocrates de Chine (FFC). La Loi sur le mariage de 1950 instaure le libre consentement des deux époux, interdit l’intercession d’un tiers et donne aux femmes les mêmes droits sociaux que les hommes. Pendant la révolution culturelle, l'État crée des crèches pour alléger le travail domestique des femmes actives. Cependant, même si elle est très présente dans le discours politique, de 1949 jusqu'à la mort de Mao en 1976, la lutte pour l'égalité des sexes est instituée comme une extension de la lutte des classes et non comme la défense des femmes en tant qu'individus ou groupe social. Le féminisme est instrumentalisé, les mesures concrètes cohabitant avec une reproduction de la division sexuelle du travail au sein même du PCC. La mainmise du parti sur la FFC en est un exemple notoire puisque l'État y dicte les causes et l'idéologie.
La politique d'ouverture et de libéralisation lancée par Deng Xiaoping a des effets néfastes sur le statut de la femme active. Avec la fin de l'emploi garanti à vie par l'État, on voit surgir de nouvelles discriminations : licenciements massifs de femmes, harcèlement sexuel, discrimination à l'embauche… La Loi sur la Protection des droits et des intérêts des femmes est promulguée en 1992. Après la quatrième conférence mondiale sur les femmes de 1995, on assiste à une nouvelle mobilisation des féministes et à la création d'ONG indépendantes de la FFC. Leur combat porte sur la lutte contre les violences domestiques, l'éducation des femmes rurales ou la mise en place de programme sur le genre dans les écoles. Dans un pays où les manifestations sont illégales, elles organisent des manifestations culturelles (comme l'adaptation chinoise des Monologues du vagin), des campagnes de sensibilisation sur la contraception ou d'autres thèmes féministes. Les marges de manœuvre de ces ONG sont toutefois limitées par deux facteurs : une hostilité du PCC face à des initiatives individuelles traditionnellement considérées comme « subversives », et le risque de récupération par l'idéologie dominante, en raison du passage quasi obligé par la médiation de la FCC pour espérer influencer les politiques d'État.

#### Inde

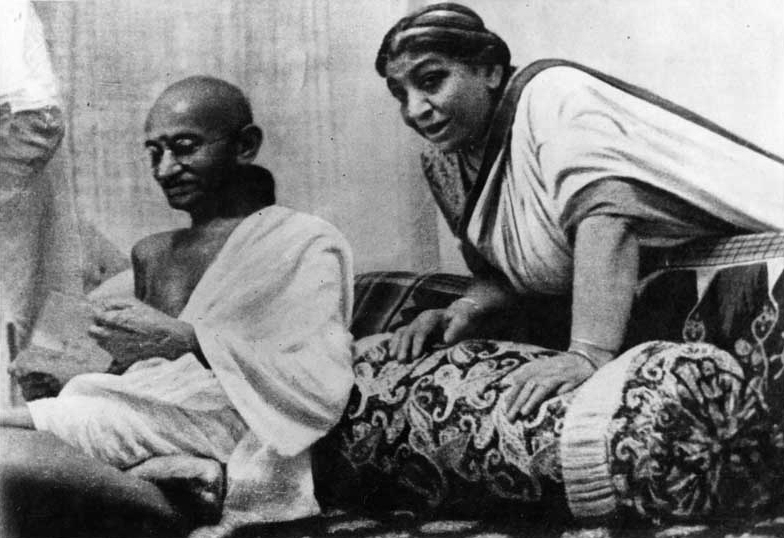
Mahatma Gandhi et Sarojini Naidu (1942).

Les femmes en Inde, dès le XIXe siècle, parviennent à obtenir des droits, comme l'abolition du mariage des enfants ou le droit à l'instruction, qui jusqu'alors ne leur étaient pas reconnus, mais ce sont alors des choix politiques décidés par des hommes. Au début du XXe siècle, les femmes participent aux actions anti-coloniales comme le boycott des produits britanniques. Durant cette période est créée la Women's Indian Association dirigée par Annie Besant. Ce mouvement veut améliorer la condition féminine dans de nombreux domaines comme la santé, l'éducation, le travail, etc. Les femmes réclament aussi le droit d'éligibilité au même titre que les hommes ce qui leur est finalement accordé.
Ceci amène, en 1925, l'élection de Sarojini Naidu, membre de la Women's Indian Association à la présidence du Congrès national indien. Les femmes sont aussi présentes dans les mouvements de libération comme l'Armée nationale indienne ou le Rashtriya Swayamsevak Sangh. Après l'indépendance, les femmes ont, peu à peu, eu accès au pouvoir politique, aux emplois administratifs, aux métiers libéraux, etc., mais cela n'empêche pas l'éclosion d'un mouvement féministe dans les années 1970 qui se manifeste surtout par le travail d'ONG et qui se retrouve dans tous les courants politiques, même si cela touche plus les couches aisées de la société. Les luttes portent essentiellement sur les violences faites aux femmes (avortement lorsque le fœtus est une fille, conditions de travail, problème des dots, etc.). En 1977, des militantes socialisted du Janata Party créent une organisation politique féministe, le Mahila Dakshata Samiti.

### Australie et Nouvelle-Zélande

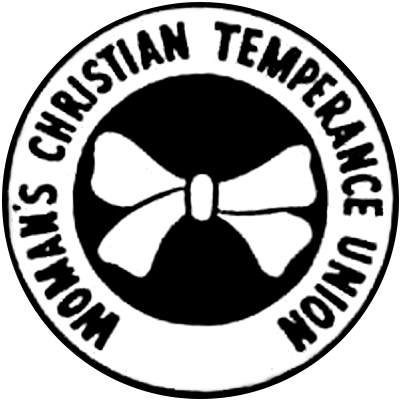
Logo de la Women's Christian Temperance Union (WCTU)

Ces deux pays de l'Océanie connaissent une histoire du féminisme proche sur de nombreux points. Comme l'arrivée des Européens sur ce continent est plus récente que sur les autres, le féminisme naissant s'est trouvé lié à des problèmes originaux, notamment la place des peuples aborigènes dans la société en construction. Dès lors, la distinction en trois mouvements que l'on admet pour les autres pays occidentaux n'est pas de mise et on distingue plutôt quatre phases de féminisme.
La première est l'époque de la lutte pour l'accès aux droits politiques. Dans la seconde moitié du XIXe siècle, l'installation des Européens en Australie et en Nouvelle-Zélande se fait en partie avec des idéaux civilisateurs. Sûres de la supériorité de la culture européenne sur celle des aborigènes, les femmes se voient comme pouvant participer au mieux à cette mission. Les associations féminines veulent une transformation de la société dont le modèle est européen pour que celle-ci soit plus juste et plus attentif aux plus faibles, à savoir les femmes et les enfants. Ces idéaux élevés produisent un féminisme revendicatif qui se manifeste en Nouvelle-Zélande dans les pages du journal White Ribbon Signal, organe de la Women's Christian Temperance Union, abrégé en WCTU en anglais). L'une des premières revendications est l'obtention du droit de vote qui est accordé en 1893 en Nouvelle-Zélande et 1894 en Australie-Méridionale, l'un des États de l'Australie. C'est en 1902 que les femmes australiennes ont le droit d'élire et d'être élues sur tout le territoire australien. Ce droit s'applique toutefois seulement aux femmes d'origine européenne. Cependant, les féministes, qui sont souvent membres de la Women's Christian Temperance Union, veulent aussi une société tempérante et morale ; elles refusent l'alcool et le jeu et combattent la prostitution. De plus, en ayant pour objectif l'amélioration de la condition féminine, elles s'élèvent contre les violences conjugales, la dépendance financière des épouses à leurs maris et œuvrent pour que les grossesses non-désirées et les infections sexuellement transmissibles disparaissent. La philosophie sous-jacente est le sentiment que la domination des hommes sur les femmes est essentiellement liée au désir sexuel. Pour assouvir leurs désirs, les hommes imposeraient un système répressif empêchant les femmes d'exprimer leurs volontés.
Ces combats, après l'acquisition des droits politiques, deviennent primordiaux lors de la seconde phase qui s'étend des années 1890 à 1940 et qui est marquée par des luttes pour les droits civiques. L'indépendance des femmes vis-à-vis du pouvoir masculin est une priorité. Cela se manifeste par des campagnes contre les violences sexuelles, pour une élévation de l'âge autorisé pour les premiers rapports sexuels (celui-ci passe à 16 ans en Nouvelle-Zélande en 1896), pour un accès à des professions réservées aux hommes et pour une autonomie financière des épouses. Ce dernier point est au cœur de l'action de nombreuses féministes qui voient dans le mariage une relation inéquitable faisant de la femme l'esclave du mari. Cette autonomie doit s'accompagner d'une égalité salariale alors que les femmes sont payées généralement moitié moins que les hommes. Cela ne signifie pas que les luttes politiques sont oubliées. En effet, bien que le droit d'être élue existe depuis 1902, il faut attendre 1921 pour qu'une femme soit élue dans un Parlement régional et 1943 pour que deux femmes siègent au Parlement fédéral australien.
Après la Seconde Guerre mondiale, les femmes sont de plus en plus présentes sur le marché du travail. La question de l'égalité salariale est alors cruciale et elle est portée par des associations féministes aussi bien que par des syndicats. Il faut cependant attendre 1972 pour que la cour d'arbitrage australienne (la Commonwealth Conciliation and Arbitration Commission) établisse cette égalité qui, dans les faits, n'était toujours pas acquise en 1990 puisque les femmes ne touchaient que 83 % du salaire des hommes. À côté de ce sujet, les féministes réclament aussi le droit à la contraception et celui à l'interruption volontaire de grossesse. Cette troisième phase se caractérise aussi par la lutte continue contre les violences sexistes. Celle-ci est reprise par les groupes lesbiens qui lient hétérosexualité et domination masculine. Cette lecture de la relation homme-femme, bien que minoritaire, influence le discours féministe qui prône alors une liberté sexuelle des femmes. Le féminisme, dans les années 1970 et 1980, milite pour une implication plus grande de l'État dans la défense des femmes qui, finalement, se concrétise par des lois imposant l'égalité des personnes dans le monde du travail et d'autres contre le harcèlement sexuel. Cette même période voit apparaître la question des femmes aborigènes ou immigrées qui ont des attentes différentes de celles des femmes d'origine européenne. Comme dans de nombreux autres pays, le féminisme se divise et les femmes ne constituent plus un ensemble mais un agglomérat de différents groupes ayant chacun leurs revendications particulières. Ceci s'intègre et se développe dans les années ultérieures à une réflexion qui prend en compte les apports du post-modernisme, les critiques contre le capitalisme moderne et, d'une manière générale, intègre les éléments importants de la pensée contemporaine.

## XXIesiècle

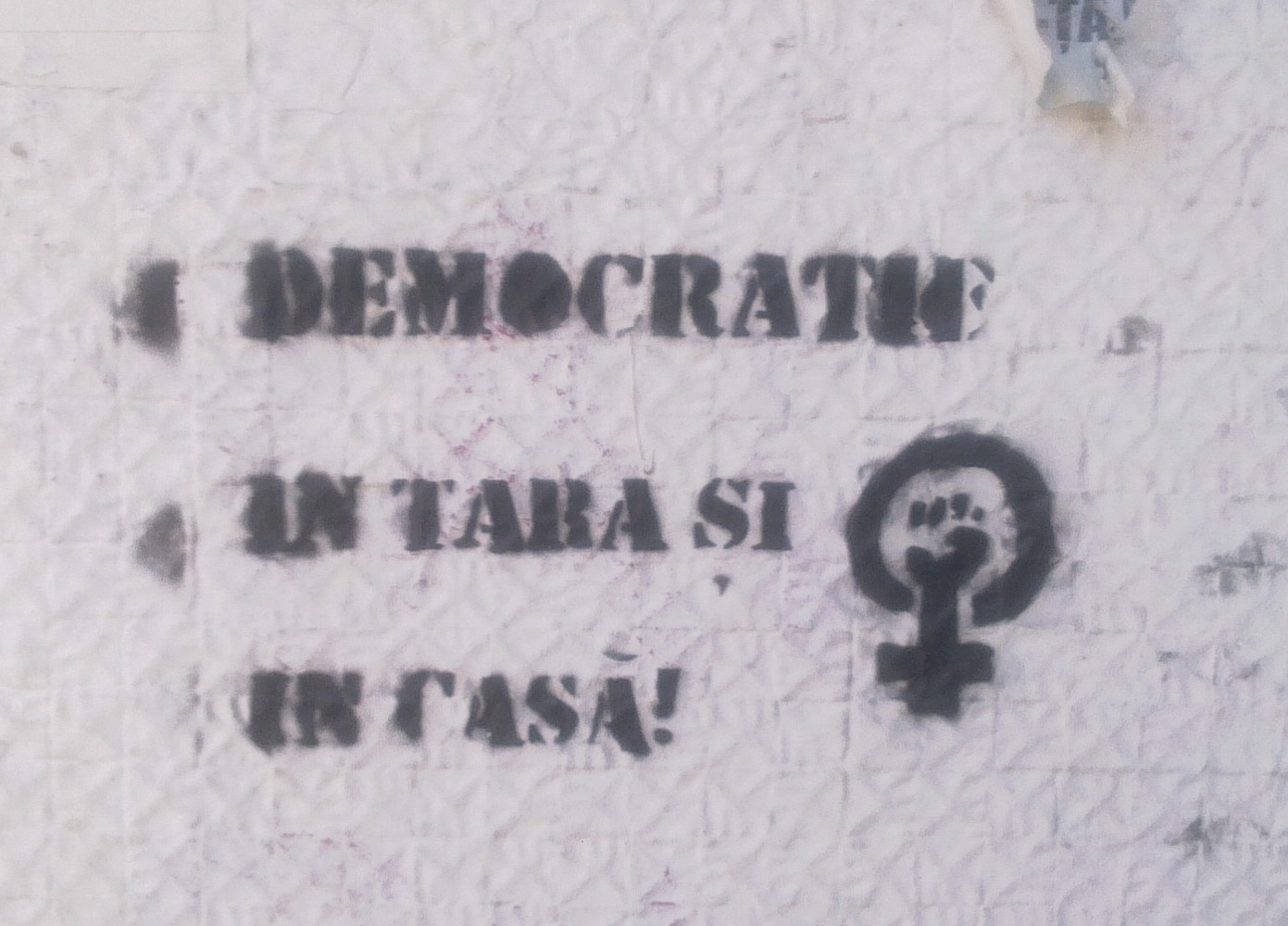
Graffiti féministe anonyme "Démocratie dans le pays et à la maison" à Bucarest (2013).

Dans la préface de l'ouvrage de Florence Montreynaud Le XXe siècle des femmes, Élisabeth Badinter écrit : « En cette fin du XXe siècle, il reste aux femmes deux tâches à mener de front : achever le processus égalitaire dans leur vie familiale et professionnelle, mais aussi tendre la main aux hommes pour les aider à accéder au nouveau monde. S'il en est ainsi, on peut prendre le pari que le XXIe siècle ne sera plus l'époque privilégiée d'un sexe ou de l'autre, mais le moment enfin arrivé de l'humanité réconciliée. »
Au début du XXIe siècle, l'égalité dont parlait Élisabeth Badinter n'est pas réalisée. Une nouvelle vague féministe, la quatrième, voit le jour et de nouveaux groupes militants apparaissent comme La Barbe, Ni putes ni soumises en France, Femen en Ukraine, Uk Feminista au Royaume-Uni ou Women on Waves aux Pays-Bas et ce alors que le terme même de féminisme redevient péjoratif comme il l'était lors de sa première apparition sous la plume d'Alexandre Dumas fils. En effet, selon l'historienne Christine Bard, les féministes sont qualifiées dans de nombreux clichés de « masculines, hystériques ,[…],  violentes  » et leur image reste très négative. En effet l'image des féministes est souvent associée à celle de la violence alors que l'époque se veut consensuelle. Des femmes, même lorsqu'elles ont un discours qui peut être qualifié de féministe, rejettent maintenant cette appellation qui apparaît datée. Cependant, d'autres jeunes femmes reprennent le flambeau et pour cela usent des outils les plus modernes (internet, réseaux sociaux, etc.). Ainsi, les actions peuvent être mises en place rapidement et attirer un grand nombre de manifestants. Élevées dans un monde où le féminisme est présenté comme du passé puisque les droits politiques et civiques des femmes sont garantis, ces nouvelles féministes chassent le sexisme de la vie quotidienne et veulent que le discours égalitaire soit enfin transcrit dans la réalité.

## Historiographie
Le féminisme en tant que sujet d'histoire apparaît comme indissociable du militantisme des années 1970 et des mutations de la condition féminine qui les caractérisent. Des historiennes, issues des générations d'après-guerre, ayant bénéficié de la démocratisation de l'enseignement et poussées par le mouvement de libération des femmes, lancent les premières études autour des thèmes alors totalement en prise avec l'actualité : néo-malthusianisme, avortement, prostitution et, naturellement, féminisme. Il s'agit alors de faire une histoire des femmes « par les femmes, sur les femmes et pour les femmes » selon la formule de Karen Offen. L'expression histoire féministe est d'ailleurs largement usitée dans le monde anglo-saxon et répandue en Europe, à l'exception de la France, tout comme le néologisme herstory (jeu de mots intraduisible en français, her étant l'adjectif possessif féminin opposé ici à son équivalent masculin, his, qui forme les premières lettres de history). Lors de cette première phase historiographique, les hommes qui s'intéressent à ces sujets sont peu nombreux et plutôt mal vus.
Ce militantisme des débuts constituent un « inoubliable péché originel » de l'histoire des femmes selon Françoise Thébaud. Les historiennes qui se spécialisent dans ce thème revendiquent néanmoins la même rigueur méthodologique que leurs confrères. Elles orientent notamment leurs recherches vers les transgressions de la condition féminine. Toutefois, l'émergence de la notion de genre dans les années 1980 amène une révision épistémologique qui conduit à interroger plus subtilement les rapports entre les sexes. Après avoir privilégié les tendances les plus radicales et les figures les plus exceptionnelles, l'histoire du féminisme s'oriente vers des études plus nuancées intégrant l'histoire culturelle, les parcours singuliers, les situations de compromis, ou même, pour la deuxième vague, les aspects sociaux et politiques. C'est cependant pour la première vague féministe que l'historiographie est la plus riche : non seulement des études existent pour la plupart des pays occidentaux, mais aussi pour l'Amérique du Sud, l'Extrême-Orient, l'Australie, l'Inde, la Palestine… En lien avec le développement de l'État-nation, les historien(ne)s se sont particulièrement attaché(e)s à montrer les voies d'accès au suffrage pour les femmes, en s'appuyant sur des fonds documentaires anciennement constitués comme la Bibliothèque Marguerite Durand. L'histoire de la seconde vague féministe a dû quant à elle attendre que les archives soient récupérées et classées pour se développer, d'où le retard qu'elle accuse sur l'histoire du premier féminisme mais qu'elle comble progressivement.